# Batalla de Normandía
La batalla de Normandía, llamada en clave operación Overlord, fue la operación militar efectuada por los Aliados durante la Segunda Guerra Mundial que culminó con la liberación de los territorios de Europa occidental ocupados por la Alemania nazi. La operación anfibia dio comienzo el 6 de junio de 1944, más conocido como el Día D, con el desembarco de Normandía; el conjunto de las operaciones navales recibió el nombre clave de operación Neptuno. Un asalto aerotransportado llevado a cabo por mil doscientas aeronaves precedió al desembarco anfibio, que involucró a 5000 barcos. El 6 de junio, 160 000 soldados cruzaron el canal de la Mancha de Inglaterra a Francia y hacia finales de agosto las tropas aliadas en suelo francés eran más de tres millones.
La decisión de emprender una invasión a través del canal de la Mancha en 1944 se tomó en la Conferencia Trident de Washington D. C., en mayo de 1943. El general estadounidense Dwight D. Eisenhower fue nombrado comandante del Cuartel General Supremo de la Fuerza Expedicionaria Aliada (SHAEF) y el general británico Bernard Montgomery comandante del XXI.er Grupo de Ejércitos, que aglutinaba todas las fuerzas terrestres que tomarían parte en la invasión. El lugar elegido fue la costa de la región francesa de Normandía, donde se seleccionaron cinco playas a las que se dieron nombres en clave: Utah y Omaha, que serían atacadas por los estadounidenses, Sword y Gold, objetivo de los británicos, y la playa Juno, lugar de desembarco de los canadienses. Los puertos franceses estaban fuertemente defendidos, lo que motivó la creación de dos muelles artificiales, denominados Mulberry, y para superar las dificultades que se esperaban en las playas se emplearon carros de combate especialmente modificados. En los meses previos a la operación, los Aliados llevaron a cabo una elaborada maniobra de distracción militar, la operación Bodyguard, usando desinformación tanto electrónica como visual. Con ello consiguieron evitar que los alemanes supieran la fecha y localización de los desembarcos. Adolf Hitler había encargado al reputado mariscal de campo Erwin Rommel la supervisión y mejora de una cadena de fortificaciones costeras conocida como el «Muro Atlántico», en previsión del ataque enemigo.
Los Aliados no fueron capaces de alcanzar los objetivos planeados para el primer día, pero sí aseguraron una precaria cabeza de playa que expandieron con tenacidad en los cinco días siguientes. Luego las fuerzas militares aliadas capturaron el puerto de Cherburgo el 26 de junio y de la ciudad de Caen el 21 de julio. El contraataque alemán del 8 de agosto falló y dejó a 50 000 soldados del VII Ejército de la Wehrmacht atrapados en la denominada bolsa de Falaise. El 15 de agosto, los Aliados lanzaron una invasión del sur de Francia, la operación Dragoon, y el 25 de agosto se produjo la Liberación de París. Las fuerzas alemanas se retiraron por el valle del río Sena el 30 de agosto, lo que marcó el final de la operación Overlord.

## Preparativos para el Día D
En junio de 1940 finalizó la batalla de Francia, considerada por Hitler como «la victoria más famosa de la Historia». La Fuerza Expedicionaria Británica, de carácter defensivo, quedó atrapada a lo largo de la costa septentrional francesa por el empuje alemán, pero fue capaz de retirar a 338 000 soldados a Inglaterra entre el 27 de mayo y el 4 de junio, durante la evacuación de Dunkerque. Los militares británicos informaron el 4 de octubre a su primer ministro, Winston Churchill, de que incluso con la ayuda de otros países de la Commonwealth y de los Estados Unidos, no sería posible liberar la Europa continental en un futuro cercano. Después de que los nazis iniciaran la invasión de la Unión Soviética en junio de 1941, Iósif Stalin comenzó a presionar a los Aliados para que abrieran un segundo frente en la Europa Occidental. Churchill lo descartó porque, incluso con apoyo estadounidense, sentía que los británicos no contaban con fuerzas suficientes para una ofensiva de ese tamaño y, además, quería evitar asaltos frontales como los que habían tenido lugar de manera desastrosa en las batallas de Passchendaele y del Somme en la Primera Guerra Mundial. En 1942 y 1943 se expusieron dos proyectos de planes, las operaciones Roundup y Sledgehammer, pero los británicos no consideraron que ninguna fuera práctica o tuviera verdaderas posibilidades de éxito. En cambio, los Aliados emprendieron la invasión del Norte de África francés en 1942, la conquista de Sicilia en el mes de julio y del resto de Italia en septiembre de 1943. Estas operaciones dieron a las tropas Aliadas una valiosa experiencia en guerra anfibia.
La decisión de invadir a través del canal de la Mancha se tomó en mayo de 1943 durante la Conferencia Trident, que tuvo lugar en Washington D. C. Churchill prefería que el empuje aliado se concentrara desde el Mediterráneo, pero la propuesta fue rechazada por los estadounidenses, que eran los que proporcionaban la mayor parte de las tropas y el material. El teniente general británico Frederick E. Morgan fue nombrado jefe del Estado Mayor, Comandante Supremo Aliado (COSSAC), para trazar un plan detallado. Las ideas iniciales se vieron limitadas por el escaso número de lanchas de desembarco disponibles, la mayoría de las cuales estaban usándose en los teatros de guerra del Mediterráneo y el Pacífico.

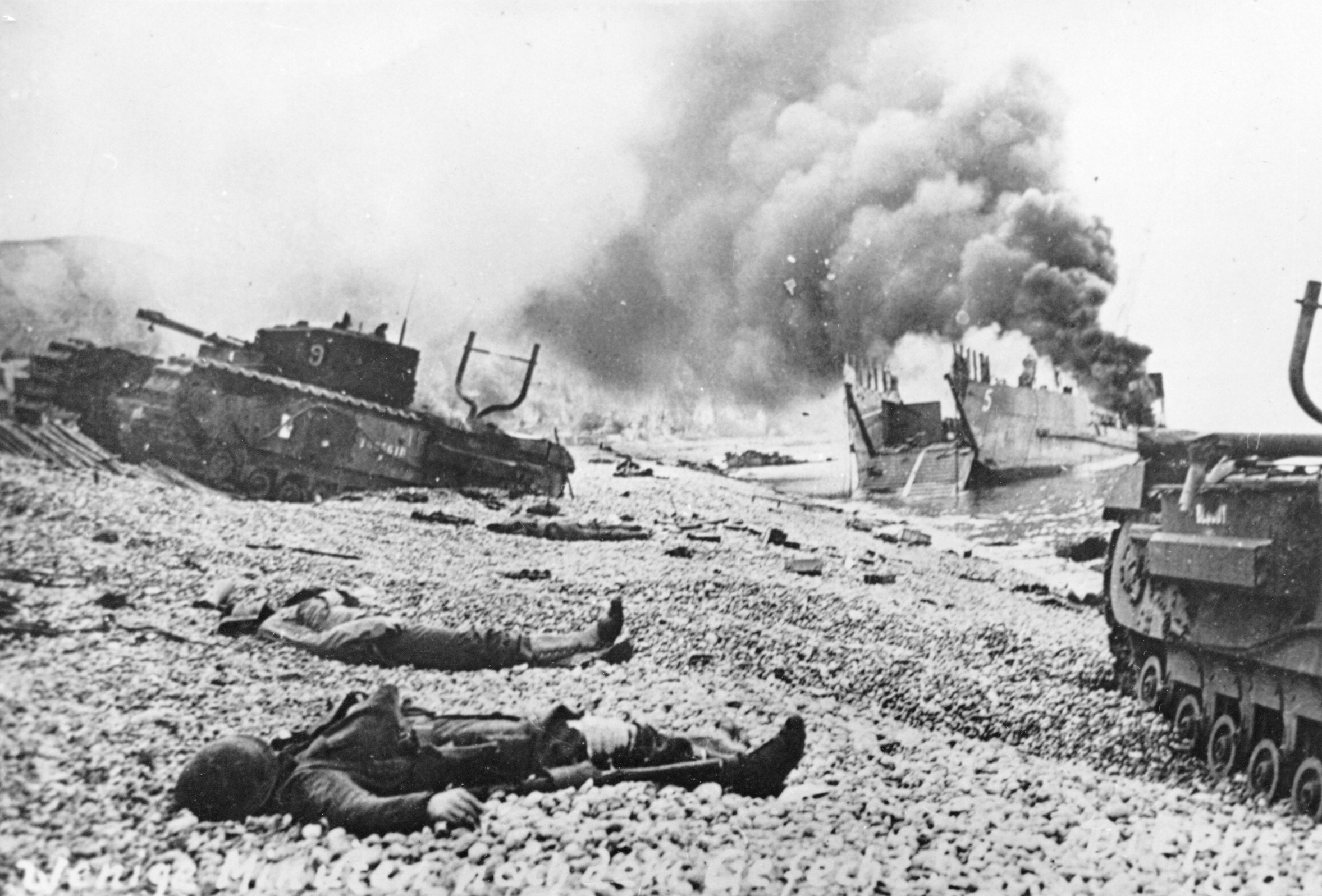
La derrota en la batalla de Dieppe (19 de agosto de 1942) disuadió a los Aliados de intentar un asalto directo a los puertos franceses.

Las lecciones aprendidas en la batalla de Dieppe del 19 de agosto de 1942 disuadieron a los Aliados de intentar un asalto directo a los puertos franceses fuertemente defendidos. El fracaso en Dieppe también evidenció la necesidad de contar con una artillería adecuada, apoyo aéreo cercano y barcos especializados capaces de navegar más cerca de la costa. Los cazas británicos, como el Spitfire y el Typhoon, tenían poca autonomía de vuelo, lo que limitaba mucho las localizaciones potenciales para el desembarco, puesto que un apoyo aéreo eficaz dependía del tiempo que los aviones pudiesen permanecer en el aire, sobrevolando los lugares de combate. Morgan consideró cuatro emplazamientos en Francia para el desembarco: Bretaña, la península de Cotentin, Normandía y el Paso de Calais. Puesto que Bretaña y Cotentin son penínsulas, a los alemanes les hubiera resultado relativamente fácil dificultar el avance aliado en la estrechez de sus istmos, por lo que ambos fueron descartados.
Calais es el punto de la Europa continental más cercano a Gran Bretaña y el punto desde el que los tudescos lanzaban sus cohetes V1 hacia Inglaterra. De hecho, el Alto Mando alemán ordenó fortificar a conciencia la zona, que consideraba el lugar de desembarco más probable. A pesar de su proximidad a la costa inglesa, la región ofrecía pocas probabilidades de éxito para una invasión anfibia por la abundancia de ríos y canales, mientras que la costa normanda permitía amenazar de manera simultánea el puerto de Cherburgo y otros más occidentales, en Bretaña, facilitando así el avance terrestre hacia París y finalmente hacia la propia Alemania. Como consecuencia, Normandía resultó el sitio elegido para el desembarco. El inconveniente más grave de esta costa, la ausencia de instalaciones portuarias, se superaría con la construcción de novedosos puertos artificiales.

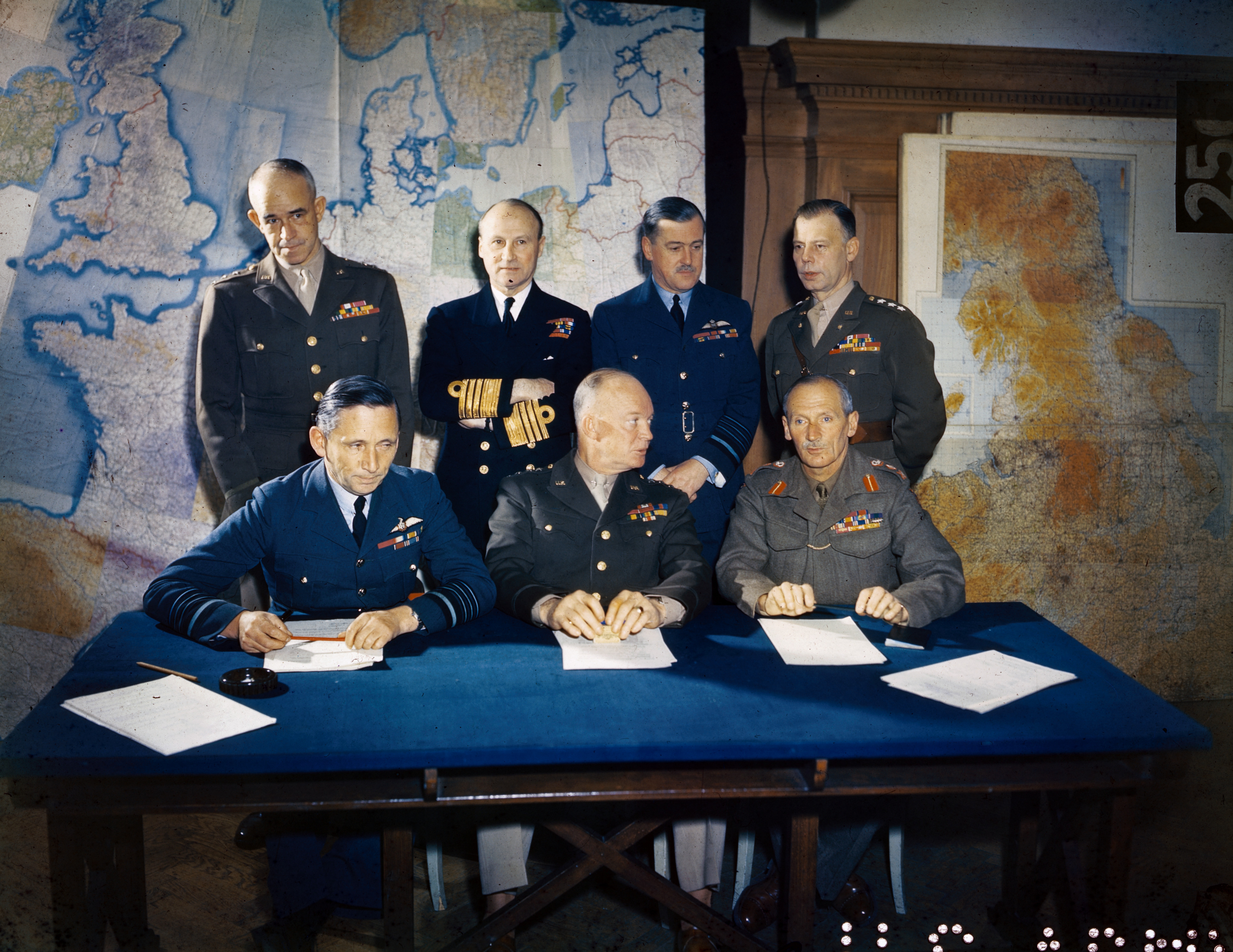
Reunión del COSSAC en 1944. De izquierda a derecha: sentados, el mariscal del aire Arthur Tedder, el general Dwight D. Eisenhower y el general Bernard Montgomery; y de pie, el teniente general Omar N. Bradley, el almirante Bertram Ramsay, el mariscal del aire Trafford Leigh-Mallory y el teniente general Walter Bedell Smith.

El Estado Mayor del COSSAC planeó empezar la invasión el 1 de mayo de 1944. El borrador inicial del plan fue aceptado en la Conferencia de Quebec en agosto de 1943. Se nombró al general estadounidense Dwight D. Eisenhower comandante del Cuartel General Supremo de la Fuerza Expedicionaria Aliada (SHAEF) y se designó al general británico Bernard Montgomery comandante del 21.er Grupo de Ejércitos, que aglutinaba todas las fuerzas terrestres que tomarían parte en la invasión. El 31 de diciembre de 1943, Eisenhower y Montgomery vieron por vez primera el plan del COSSAC, que proponía desembarcos anfibios de tres divisiones y el lanzamiento en paracaídas de otras tres para permitir operaciones en un frente más amplio y acelerar la captura del vital puerto de Cherburgo. La necesidad de adquirir o construir un gran número de lanchas de desembarco para una operación de este calibre obligó a retrasar su realización hasta el mes de junio. Finalmente, fueron treinta y nueve las divisiones Aliadas que participaron en la batalla de Normandía: veintidós estadounidenses, doce británicas, tres canadienses, una polaca y una francesa, que sumaban un millón de soldados, todos bajo mando británico.

### Plan de invasión de los Aliados
Overlord fue la denominación asignada a la operación de gran magnitud planeada en el continente. Su primera fase, el desembarco anfibio y la creación de una cabeza de playa segura, recibió el nombre en clave de operación Neptuno. Con el objetivo de alcanzar la superioridad aérea necesaria para asegurar el éxito en la invasión, los Aliados lanzaron una campaña de bombardeos —bajo el nombre en código de operación Pointblank— que pretendía destruir la producción alemana de aeronaves, el suministro de combustible y sus aeródromos. Así, las infraestructuras de comunicación, las carreteras y las vías férreas fueron bombardeadas para aislar el norte de Francia y dificultar el envío de refuerzos a los alemanes. Estos ataques fueron bastante dispersos para no dar pistas sobre la localización de los desembarcos. Asimismo, se planearon maniobras de distracción para evitar que los nazis averiguaran el lugar y la fecha de la ofensiva aliada.

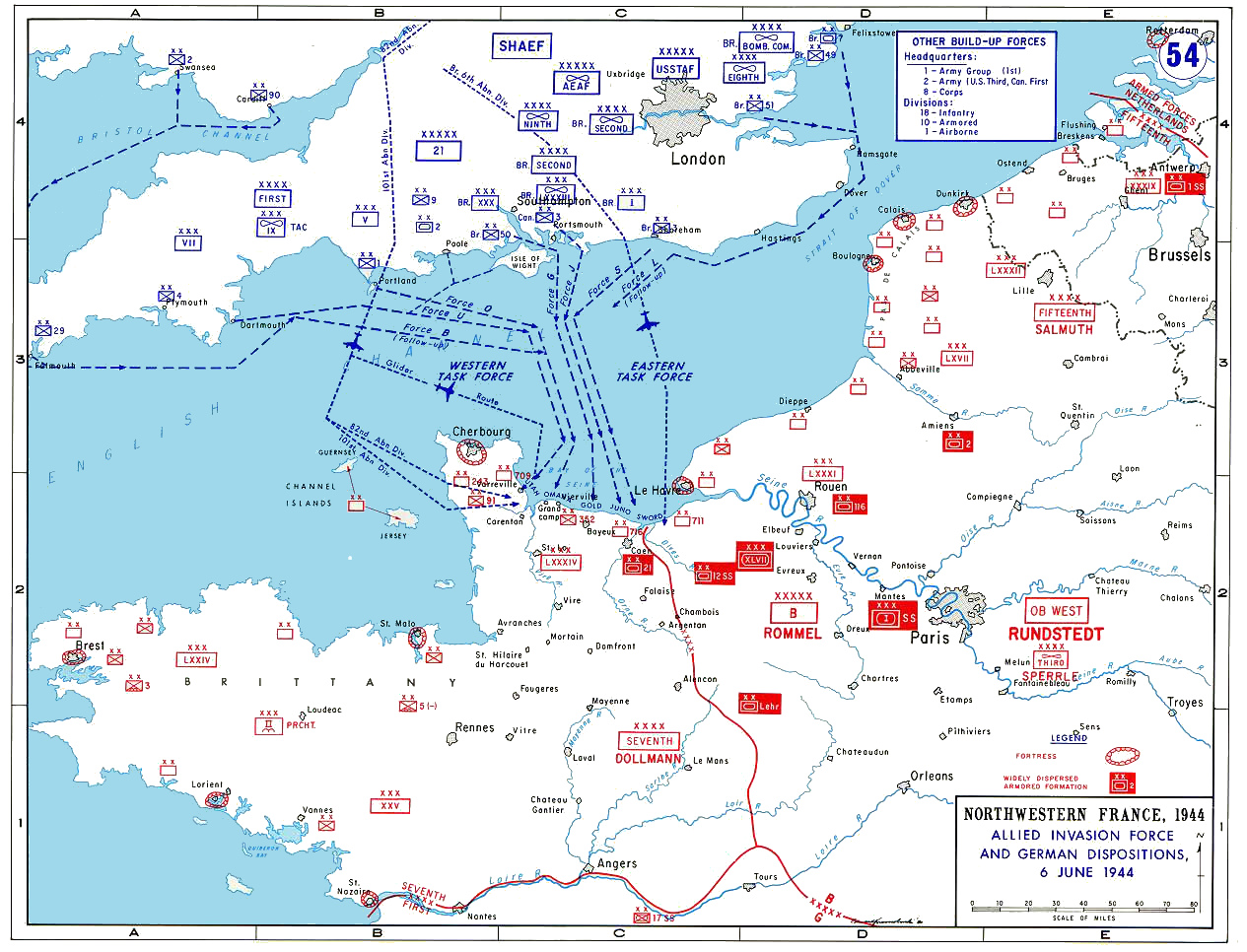
Rutas de asalto a las costas de Normandía el Día D, según las previsiones de los Aliados.

La costa de Normandía se dividió en diecisiete sectores que recibieron nombres en clave usando un alfabeto por palabras: desde Able, al oeste de la playa Omaha, hasta Roger, en el flanco oriental de la playa Sword. Cuando el plan de invasión pasó a incluir la península de Cotentin y la playa Utah, se añadieron otros ocho sectores. Estas secciones de costa se dividieron a su vez en playas identificadas por los colores verde, rojo y blanco.
Antes del desembarco en las playas de Normandía, varias divisiones de paracaidistas serían lanzadas al norte de Carentan, en el flanco occidental, y cerca de Caen, en el flanco oriental de la zona de actuación, para asegurar los puentes sobre el río Orne. El objetivo inicial era tomar Caen, Carentan, Isigny y Bayeux. Los estadounidenses, a los que se había asignado las playas Utah y Omaha, tenían como misión aislar la península de Cotentin y capturar las instalaciones portuarias de Cherburgo. Los británicos, en las playas Sword y Gold, y los canadienses, en la playa Juno, debían intentar la captura de Caen, establecer aeródromos en sus cercanías y crear un frente de batalla en Caumont-l'Éventé, al sureste de Caen, para proteger el flanco estadounidense. La toma de Caen y sus alrededores otorgaría a británicos y canadienses una zona estable desde la que lanzar su ofensiva contra Falaise. Durante las tres primeras semanas, crearían una zona segura e intentarían controlar todo el territorio conquistado al norte de la línea Avranches-Falaise, para permitir a los ejércitos aliados virar a la izquierda y avanzar hacia el río Sena. Montgomery estimaba que los combates se prolongarían durante tres meses y que la operación finalizaría cuando todas las fuerzas llegaran al Sena.
La flota de invasión, mandada por el almirante sir Bertram Ramsay, se dividió en la Fuerza Naval Occidental y la Oriental. La primera, bajo el mando del almirante Alan G. Kirk, apoyaría los sectores estadounidenses y la segunda, dirigida por sir Philip Vian, a los anglocanadienses. Las fuerzas estadounidenses del Primer Ejército, dirigidas por el teniente general Omar Bradley, comprendían los cuerpos V (playa Omaha) y VII (playa Utah). En el lado británico, el teniente general Miles Dempsey encabezaba el Segundo Ejército, que abarcaba los cuerpos XXX (playa Gold) y I (playas Juno y Sword). Todas las fuerzas terrestres estaban bajo el mando supremo de Montgomery y las fuerzas aéreas se asignaron al mariscal del aire Trafford Leigh-Mallory. El Primer Ejército Canadiense contaba también con personal y unidades polacas, belgas y neerlandesas. Otras naciones aliadas también participaron en la operación.

### Reconocimientos

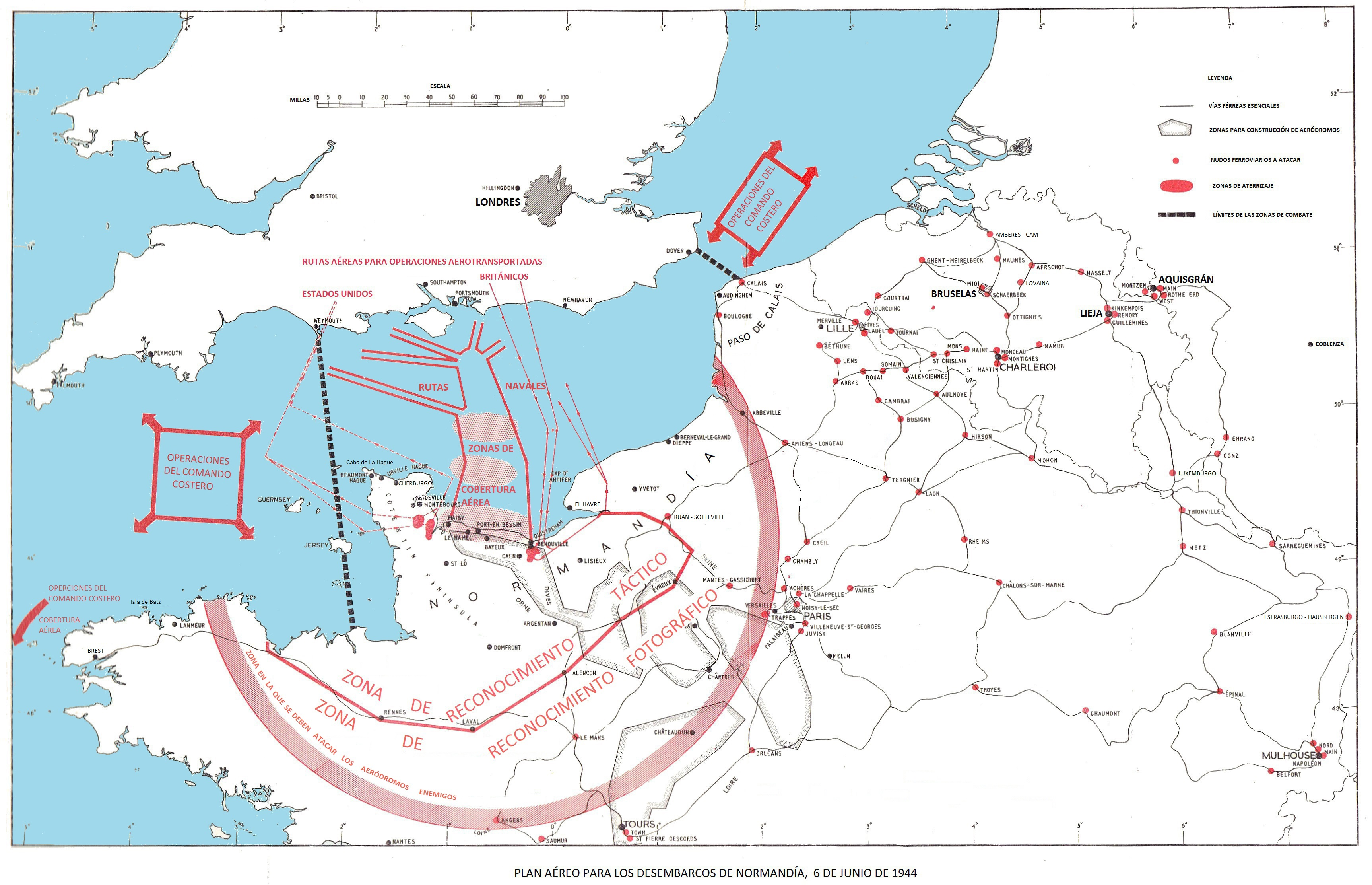
Diagrama del plan diseñado por los Aliados para iniciar la operación Overlord.

La Fuerza Aérea Expedicionaria Aliada realizó tres mil doscientos vuelos de reconocimiento fotográfico desde abril de 1944 hasta el comienzo de la invasión. Se tomaron fotografías de la costa a muy baja altitud para cartografiar el terreno, los obstáculos en las playas y las estructuras defensivas como búnkeres y nidos de ametralladoras. Para evitar dar pistas a los alemanes sobre el lugar del desembarco, los vuelos se prolongaron por toda la costa atlántica europea. También se tomaron imágenes aéreas tierra adentro, de puentes, ubicaciones de unidades militares y edificios, en muchos casos desde distintos ángulos para obtener toda la información posible. Los miembros del Cuartel General de Operaciones Combinadas prepararon clandestinamente mapas detallados de las instalaciones portuarias, utilizando incluso sondeos de profundidad.
En respuesta a una petición de envío de fotografías vacacionales y postales de Europa anunciada en la BBC, los militares aliados recibieron diez millones de imágenes, algunas de las cuales resultaron muy útiles para obtener información del terreno. La información recolectada por la Resistencia francesa ayudó a obtener detalles sobre los movimientos de tropas y sobre las técnicas de construcción empleadas por los alemanes en sus búnkeres y otras instalaciones defensivas.
Los tudescos usaban la máquina Enigma y otros dispositivos de cifrado para codificar muchos mensajes de radio, cuyos códigos cambiaban con frecuencia. Un equipo de descodificadores aliados instalados en Bletchley Park, Inglaterra, era responsable de descifrar cada nuevo código alemán tan pronto como fuera posible para así ofrecer información actualizada sobre los planes nazis. La información obtenida se denominaba «inteligencia Ultra», pues solo se podía revelar a los comandantes supremos. El código Enigma usado por el mariscal de campo Gerd von Rundstedt, comandante supremo del Comando del Ejército Oeste alemán y, por tanto, militar al cargo de todo el frente occidental, fue descifrado a finales de marzo de 1944. Los códigos cambiaron justo después del desembarco del 6 de junio, pero el día 17 del mismo mes los Aliados fueron capaces de interpretar una vez más las señales interceptadas.

### Tecnología

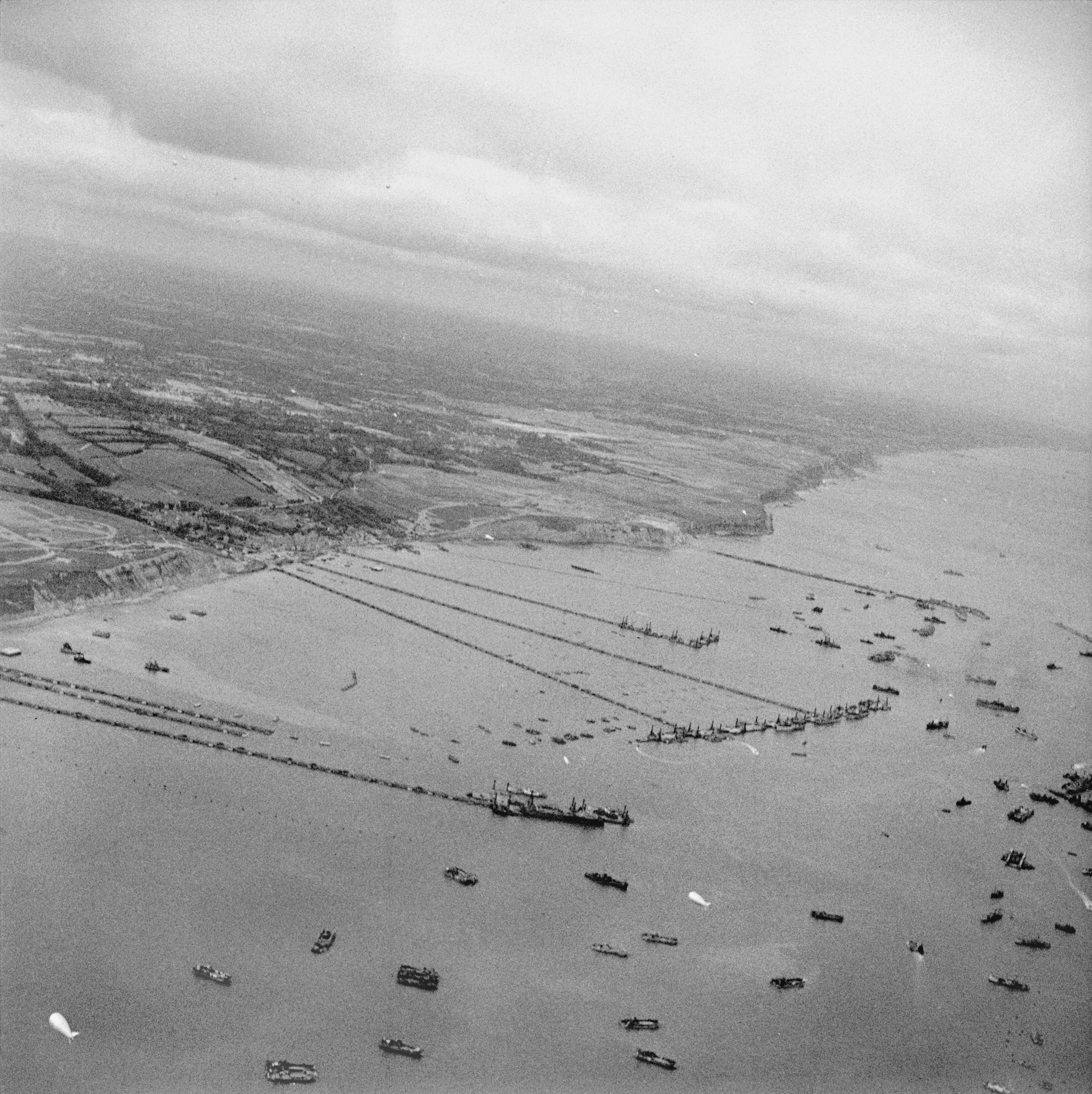
Vista aérea (septiembre de 1944) de un puerto artificial Mulberry construido por los Aliados frente a Arromanches.

Basándose en las lecciones aprendidas en la desastrosa batalla de Dieppe, los Aliados desarrollaron nuevas tecnologías que aseguraran el éxito de la operación Overlord. Para complementar el bombardeo costero previo al desembarco y los asaltos aéreos, algunas de las lanchas de desembarco se equiparon con artillería y cañones contracarro con los que ofrecer fuego de apoyo cercano. Los Aliados habían decidido no atacar inmediatamente ninguno de los fuertemente defendidos puertos franceses, por lo que se diseñaron dos puertos artificiales, llamados Mulberry, compuestos por diques de hormigón que se trajeron flotando desde Inglaterra y se encallaron frente a las costas francesas, y varios muelles flotantes que llegaban hasta la playa. Los puertos Mulberry se complementaron con varios barcos de bloqueo que debían ofrecer protección frente a la artillería enemiga. Para solventar la dificultad del suministro de combustible en el continente, los Aliados pusieron en marcha la operación PLUTO, que consistía en la creación de un oleoducto submarino compuesto por tuberías específicas de 7,6 cm de diámetro que tendrían que colocarse desde la isla de Wight hasta Cherburgo en los dieciocho días posteriores al Día D. Problemas técnicos y el retraso en la toma de la ciudad francesa determinaron que este conducto no estuviera listo hasta el 22 de septiembre. A finales de octubre se tendió una segunda tubería desde Dungeness a Boulogne.
Para afrontar las especiales condiciones de la campaña de Normandía, se desarrollaron una serie de carros de combate llamados Hobart's Funnies, bajo la supervisión del general Percy Hobart. Eran tanques M4 Sherman y Churchill a los que se habían añadido antiminas, lanzallamas o útiles especiales que permitiesen tender puentes o rampas que ayudaran a salvar los acantilados. En algunas zonas, la arena de la playa era tan blanda que impediría el cruce de un carro de combate, por lo que se creó un vehículo especial capaz de colocar una alfombra de estera sobre la que podrían cruzar otros tanques convencionales. Los vehículos acorazados de los ingenieros reales británicos se modificaron para cumplir diversas funciones, como tender puentes y disparar cargas explosivas a gran distancia contra fortines enemigos. Los tanques de doble dirección, otro invento del grupo del general Hobart, eran carros de combate anfibios autopropulsados que flotaban gracias a una lona estanca inflada con aire comprimido. Sin embargo, estos vehículos demostraron hundirse con demasiada facilidad antes de llegar a la costa y muchos se perdieron durante las operaciones del Día D, especialmente en la playa Omaha.

### Maniobras de distracción
En los meses previos a la invasión, los Aliados pusieron en marcha la operación Bodyguard, una estrategia de distracción global diseñada para engañar a los alemanes sobre la fecha y localización del desembarco. La operación Fortitude se subdividió en Fortitude Norte, una campaña de desinformación a través de falsas radiotransmisiones que hicieran creer a los nazis que el ataque se produciría en Noruega, y Fortitude Sur, una enorme artimaña para que los alemanes pensaran que el desembarco tendría lugar en el Paso de Calais y en julio. También desarrollaron un ficticio Primer Grupo de Ejército de Estados Unidos, supuestamente acuartelado en Kent y Sussex, y dirigido por el general George Patton. Con este fin, se construyeron falsos carros de combate, camiones y lanchas de desembarco, y se ubicaron cerca de la costa. Algunas unidades militares, entre ellas el II Cuerpo y la 2.ª División canadienses, se instalaron en la misma zona para reforzar la ilusión de que allí se estaba concentrando un gran ejército. Además de las radiotransmisiones falsas, se emitieron mensajes reales del 21.er Grupo de Ejército a Kent para dar la impresión a los alemanes de que era allí donde se reunía la mayor parte de las tropas. Patton permaneció en Inglaterra hasta el 6 de julio para conferir credibilidad al engaño de que se produciría un segundo ataque en Calais. Tanto los soldados como los civiles eran perfectamente conscientes de la necesidad de guardar el secreto y las tropas de invasión se mantuvieron aisladas, especialmente en el período inmediatamente anterior a la operación. A pesar de todas las precauciones, un general estadounidense fue enviado de vuelta a su país después de que revelara la fecha de la invasión en el transcurso de una fiesta.
Los alemanes ignoraban la situación de su extensa red de espías distribuidos por el Reino Unido, que habían sido capturados o convertidos en agentes dobles al servicio de los Aliados. Entre ellos se encontraba Joan Pujol, un español contrario al régimen de Hitler conocido con el sobrenombre de «Garbo», que estuvo los dos años anteriores a la operación Overlord desarrollando una falsa red de informantes que fingían estar al servicio de los tudescos. En los meses previos a la invasión, Pujol envió cientos de mensajes a sus superiores en Madrid, especialmente preparados por el servicio de inteligencia británico, para convencer al alto mando alemán de que el ataque tendría lugar en Calais durante el mes de julio.
Gran parte de las estaciones de radar alemanas afincadas en la costa francesa fueron destruidas para preparar el desembarco. En la noche anterior al Día D, en la operación Taxable, el Escuadrón n.º 617 de la Royal Air Force lanzó hojas de metal que crearon una señal errónea en los radares, interpretada por los alemanes como un convoy naval. Este ardid se vio reforzado por el despliegue de pequeños grupos de lanchas que arrastraban globos, aparentando ser navíos de guerra. También se recurrió a la argucia de las tiras metálicas en el transcurso de la operación Glimmer, durante la que el Escuadrón n.º 218 de la RAF las arrojó sobre Boulogne-sur-Mer con el mismo objetivo. Esa misma noche, un reducido grupo de miembros del Servicio Aéreo Especial británico dejó caer maniquíes camuflados de paracaidistas sobre las localidades francesas de El Havre e Isigny, lo que indujo a los nazis a creer que allí se había producido otro asalto aerotransportado.

### Simulacros y seguridad

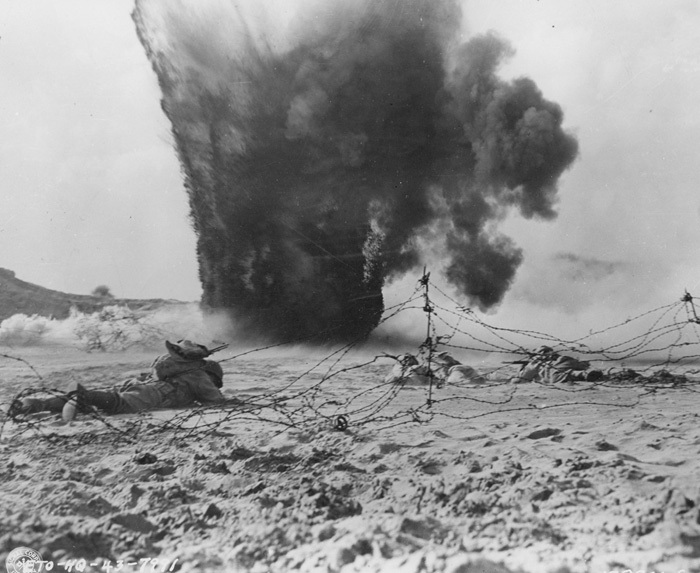
Ejercicios de entrenamiento, con munición real, para el Día D.

Los ejercicios de entrenamiento para la operación Overlord comenzaron casi un año antes de la invasión, en julio de 1943. Por su similitud con las playas de Normandía, la villa costera inglesa de Slapton, en Devon, fue desalojada en diciembre de 1943 y ocupada por las fuerzas armadas para realizar allí sus ejercicios, que incluyeron el uso de lanchas de desembarco y el sorteo de obstáculos en las playas. Cerca de este lugar, el 28 de abril de 1944, murieron 749 soldados y marineros estadounidenses por el ataque de un buque torpedero alemán que sorprendió a los miembros de la Fuerza de Asalto U en el transcurso de la operación Tigre. En el Centro de Entrenamiento Combinado de Inveraray (Escocia) también se llevaron a cabo ejercicios con lanchas y munición real. Las maniobras navales preparatorias se realizaron en Irlanda del Norte, y los equipos médicos de Londres —entre otros lugares— hicieron simulacros para saber cómo actuar ante una avalancha de heridos. Los paracaidistas también realizaron prácticas, entre ellas una gran demostración de salto el 23 de marzo de 1944 en la que estuvieron presentes Churchill, Eisenhower y otros altos oficiales.
La sorpresa táctica se consideró un elemento necesario en la planificación del desembarco. La información sobre la localización y la fecha exactas tan solo era conocida por el alto escalafón militar. El ejército fue aislado en sus cuarteles a finales de mayo y se prohibió cualquier contacto con el exterior. Para informar a los soldados de sus objetivos se les mostraron auténticos mapas del terreno con nombres modificados. Además, a la mayoría no se le comunicaron sus destinos reales hasta que ya estaban cruzando el canal de la Mancha. La efectividad de la maniobra de distracción fue todavía mayor gracias a un apagón informativo general en toda Gran Bretaña. Se prohibieron los viajes y comunicaciones con la vecina Irlanda, y se restringió la navegación frente a las costas británicas.

### Previsión meteorológica

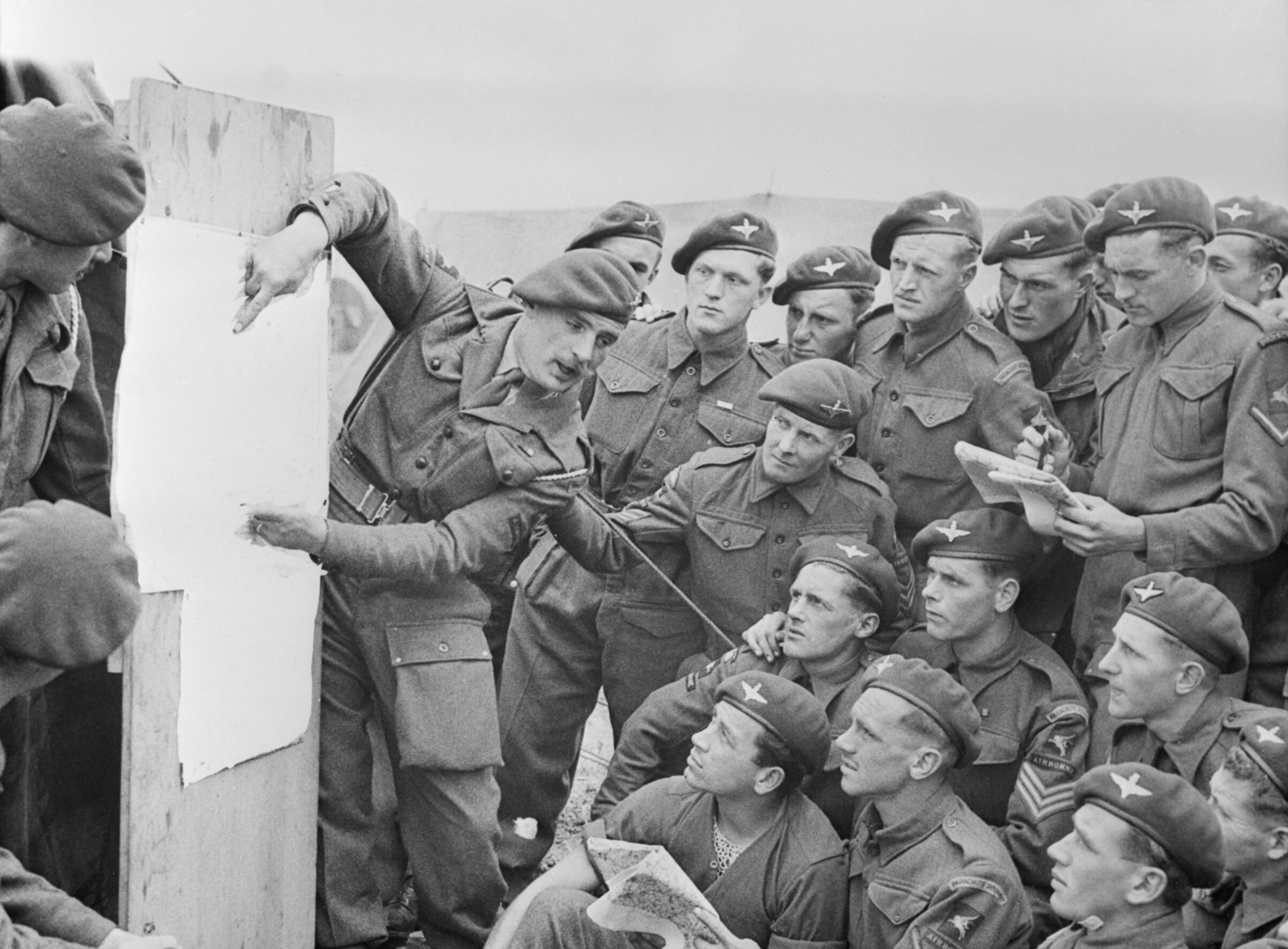
Paracaidistas británicos de la 6.ª División Aerotransportada recibiendo instrucciones para la invasión (4-5 de junio de 1944).

Los planificadores de la invasión exigieron unas condiciones climáticas ideales para llevarla a cabo, de modo que solo unos pocos días de cada mes se daban los requisitos indispensables para pasar a la acción. Se necesitaba plenilunio, que mejoraría la visibilidad de los pilotos y provocaría mareas altas. Los Aliados querían programar el desembarco para poco antes del amanecer, a medio camino entre la bajamar y la pleamar, en plena fase de ascenso de las aguas. Así, podrían ver mejor los obstáculos plantados por los alemanes y reducirían el tiempo de exposición de las tropas al enemigo. También se establecieron unos criterios específicos para la velocidad del viento, visibilidad y nubosidad. Eisenhower seleccionó en principio el día 5 de junio como fecha del asalto, pero el día 4 las condiciones no eran las idóneas por culpa del fuerte viento y de la mar gruesa, que impedirían zarpar a las lanchas, y de una nubosidad que dificultaría que los aviones encontrasen sus objetivos.
Por la tarde del 4 de junio, el equipo meteorológico de los Aliados, encabezado por el capitán James Stagg de la Royal Air Force, predijo que el tiempo mejoraría lo suficiente como para que se pudiera iniciar la invasión el día 6. Se reunió con Eisenhower y otros comandantes en su cuartel general en Southwick House para discutir la situación. Los generales Montgomery y Walter Bedell Smith —jefe del Estado Mayor de Eisenhower— estaban ansiosos por comenzar la invasión. El almirante Bertram Ramsay estaba dispuesto a zarpar, pero al mariscal del aire Trafford Leigh-Mallory le preocupaba que las condiciones atmosféricas fueran desfavorables para los aviones. Después de mucha discusión, Eisenhower decidió que la operación seguiría adelante. El control que los Aliados tenían sobre el océano Atlántico impedía a los meteorólogos alemanes acceder a tanta información climatológica como sus enemigos. Por esta razón, el centro meteorológico de la Luftwaffe en París predijo dos semanas de tiempo tormentoso. A consecuencia del parte, muchos comandantes de la Wehrmacht dejaron sus puestos para asistir a unas maniobras militares en Rennes y numerosos soldados obtuvieron permisos. El mariscal de campo Erwin Rommel regresó a Alemania con motivo del cumpleaños de su esposa y para reunirse con Hitler, con intención de solicitar el envío de más carros de combate.
Si Eisenhower hubiera pospuesto la invasión, las siguientes fechas con la correcta combinación de mareas hubiesen sido entre el 18 y el 20 de junio, pero esos días no tendrían luna llena. De haber sido así, los Aliados se habrían encontrado con una gran tormenta que duró cuatro días, del 19 al 22 de junio, y que habría imposibilitado el desembarco.

### Preparativos y defensas alemanas

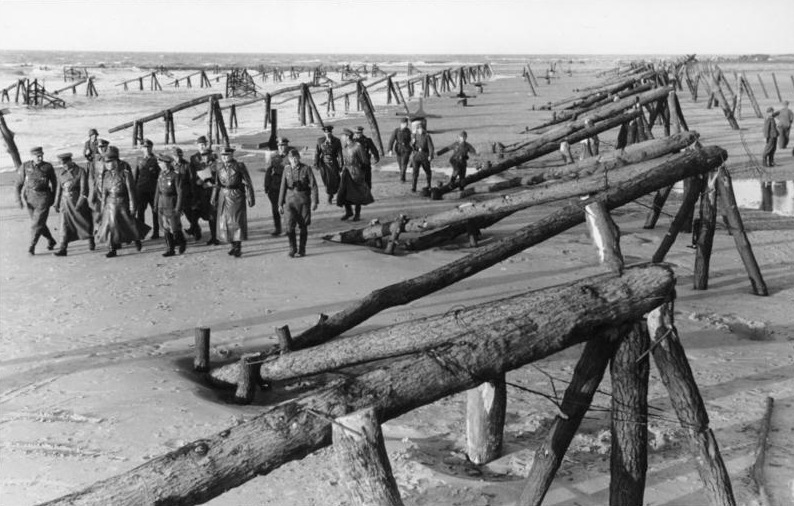
El mariscal de campo Erwin Rommel supervisando las defensas costeras del Muro Atlántico en abril de 1944.

La Wehrmacht tenía desplegadas cincuenta divisiones en Francia y los Países Bajos, y otras dieciocho en Dinamarca y Noruega. En Alemania se estaban reuniendo otras quince divisiones, pero no había ninguna reserva estratégica. La región de Calais estaba defendida por el 15.º Ejército y Normandía por el 7.º Ejército, comandado por el coronel general Friedrich Dollmann. Las bajas en combate en el transcurso de la guerra, particularmente en el frente oriental, dejaron a Alemania sin hombres jóvenes para reclutar. Por lo general, los soldados alemanes eran seis años mayores que los del bando aliado. Gran parte de los destinados por el Tercer Reich en Normandía eran Ostlegionen —legiones orientales—, procedentes de reclutamientos o voluntarios del Turquestán, Rusia, Mongolia y otros lugares. Estaban armados con equipo capturado y carecían de transportes motorizados. Unidades que llegaron después, como la 12.ª SS División Panzer Hitlerjugend, estaban formadas en su mayoría por jóvenes mucho mejor equipados y entrenados que el resto de tropas estacionadas a lo largo de la costa.

#### Muro atlántico
Alarmado por los ataques de los Aliados en Dieppe y Saint-Nazaire en 1942, Hitler había ordenado la construcción de fortificaciones a lo largo de toda la costa Atlántica, desde España a Noruega, como protección ante una hipotética invasión. Planeó crear 15 000 cuarteles defendidos por 300 000 hombres, pero debido a los recortes —sobre todo en hormigón y mano de obra—, la mayoría de estos puntos fortificados nunca se construyeron. El lugar mejor defendido, como ubicación más probable para un desembarco por su proximidad a las costas británicas, era el Paso de Calais. En la zona de Normandía, las mejores fortificaciones estaban alrededor de las instalaciones portuarias de Cherburgo y Saint-Malo.

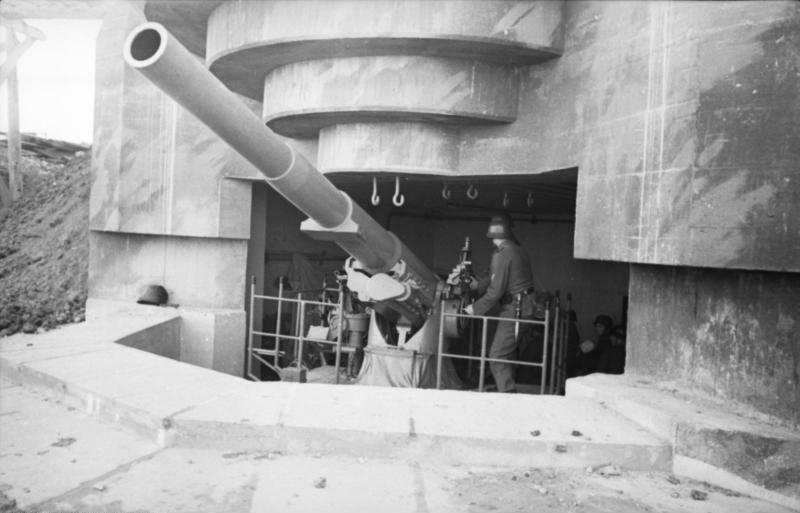
Cañón alemán de 155 mm del Muro Atlántico (21 de marzo de 1944).

Un informe enviado por Von Rundstedt a Hitler en octubre de 1943 en referencia a la debilidad de las defensas en Francia, supuso el nombramiento de Erwin Rommel como supervisor de la construcción de más fortificaciones a lo largo del previsible frente de batalla, que se extendía desde los Países Bajos hasta Cherburgo. Rommel recibió el mando del recién reformado Grupo de Ejércitos B, que aglutinaba al 15.º y 7.º Ejércitos, así como las fuerzas desplegadas en los Países Bajos. La compleja estructura de mando del ejército alemán dificultó a Rommel el cumplimiento de su tarea, pues no podía dar órdenes a la Organización Todt, dirigida por el ministro de Armamento Albert Speer, por lo que en algunas zonas se vio obligado a asignar soldados a labores de construcción.
Rommel sospechaba de Normandía como probable lugar de desembarco, por lo que ordenó construir numerosas estructuras defensivas por toda su costa. Además de búnkeres y nidos de ametralladoras de hormigón armado, mandó colocar en las playas estacas de madera, erizos checos, minas y enormes obstáculos antitanque, para dificultar y retrasar la aproximación a la costa de las lanchas de desembarco y entorpecer el movimiento de los carros de combate. Esperando que los Aliados desembarcaran durante la pleamar para reducir el tiempo de exposición de la infantería en las playas, mandó ubicar los obstáculos a la altura que marcaban las mareas altas. Así, se colocaron alambres de espinos y trampas explosivas, y se procedió a la poda de la vegetación costera para complicar el avance de la infantería. Por orden de Rommel, el número de minas en las costas se triplicó. Debido a la enorme superioridad aérea de su enemigo —4029 aviones Aliados asignados a las operaciones en Normandía y otros 5514 para bombardeo y defensa, contra 570 aeronaves de la Luftwaffe estacionadas en Francia y los Países Bajos— en los prados y campos se colocaron maderos verticales unidos por alambres denominados Rommelspargel o «espárragos de Rommel», para que impidieran el aterrizaje de aeronaves aliadas.

#### Reservas móviles

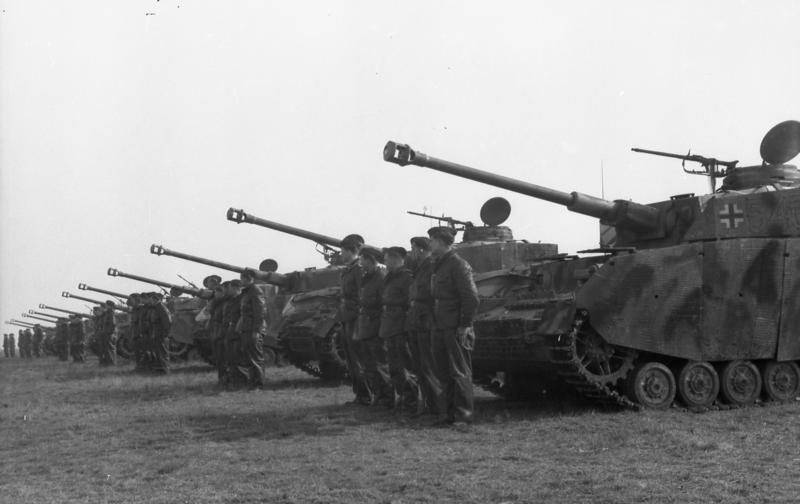
Formación de tanques Panzer IV de la 12.ª SS División Panzer Hitlerjugend (marzo de 1944).

Erwin Rommel creía que la mejor oportunidad de frustrar la invasión enemiga era detenerla en las playas, y por eso pidió que las reservas móviles, especialmente los carros de combate, se reunieran lo más cerca de la costa que fuera posible. Sin embargo, los generales Gerd von Rundstedt y Leo Geyr von Schweppenburg —comandante del 5.º Ejército Panzer—, así como otros altos cargos de la Wehrmacht, pensaban que no podrían detener la invasión anfibia. Geyr abogó por una doctrina convencional: mantener a las formaciones panzer concentradas en una posición central alrededor de París y Ruan, y solo desplegarlas cuando ya se hubiera identificado la principal cabeza de playa de los Aliados. Geyr también señaló que, en la campaña de Italia, las unidades ubicadas cerca de la costa habían resultado dañadas por bombardeos navales. La opinión de Rommel era que, debido a la abrumadora superioridad aérea del enemigo, no serían posibles los movimientos de carros de combate a gran escala una vez comenzada la invasión. Hitler tomó la decisión final, que fue dejar tres divisiones bajo el mando de Geyr y darle a Rommel el control operacional de tres divisiones panzer como reserva. El Führer tomó el control personal de cuatro divisiones estratégicas a las que no se podría recurrir sin órdenes directas suyas.

## La invasión
Están a punto de embarcar en la Gran Cruzada, para la que nos hemos estado preparando estos meses. Los ojos del mundo están sobre ustedes. Las esperanzas y oraciones de las personas amantes de la libertad en todas partes marchan con ustedes. En compañía de nuestros valientes aliados y compañeros de armas en otros frentes, conseguirán destruir la maquinaria de guerra alemana, la eliminación de la tiranía nazi sobre los pueblos oprimidos de Europa y seguridad para nosotros mismos en un mundo libre.
Dwight D. Eisenhower, Carta a las Fuerzas Aliadas.

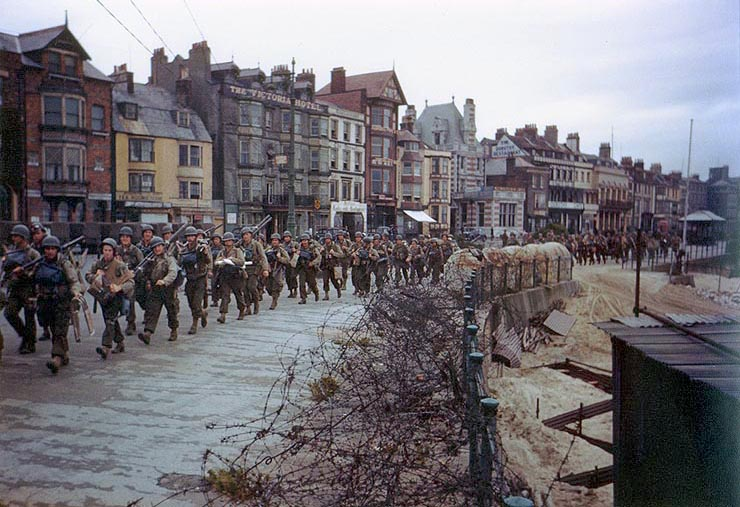
Soldados estadounidenses en Weymouth a punto de embarcar para invadir Normandía (junio de 1944).

En mayo de 1944 había un millón y medio de soldados estadounidenses en el Reino Unido. La mayoría se alojaban en campamentos temporales levantados en el suroeste de Inglaterra, en espera de cruzar el canal de la Mancha hacia el sector occidental de las zonas de desembarco. Las tropas anglocanadienses estaban acampadas al este, repartidas entre Southampton y Newhaven. Un complejo sistema denominado Control de Movimiento aseguró que los hombres y los vehículos partían hacia los veinte puntos de embarque según lo previsto. Algunos soldados tuvieron que montar en sus lanchas una semana antes de la operación. Los barcos se encontraron en un punto de reunión —apodado «Piccadilly Circus»— al sureste de la isla de Wight para formar los convoyes que cruzarían el canal. Los buques dragaminas comenzaron a despejar las rutas a seguir en la noche del 5 de junio, y unos mil bombarderos despegaron antes del amanecer para atacar las defensas costeras tudescas.

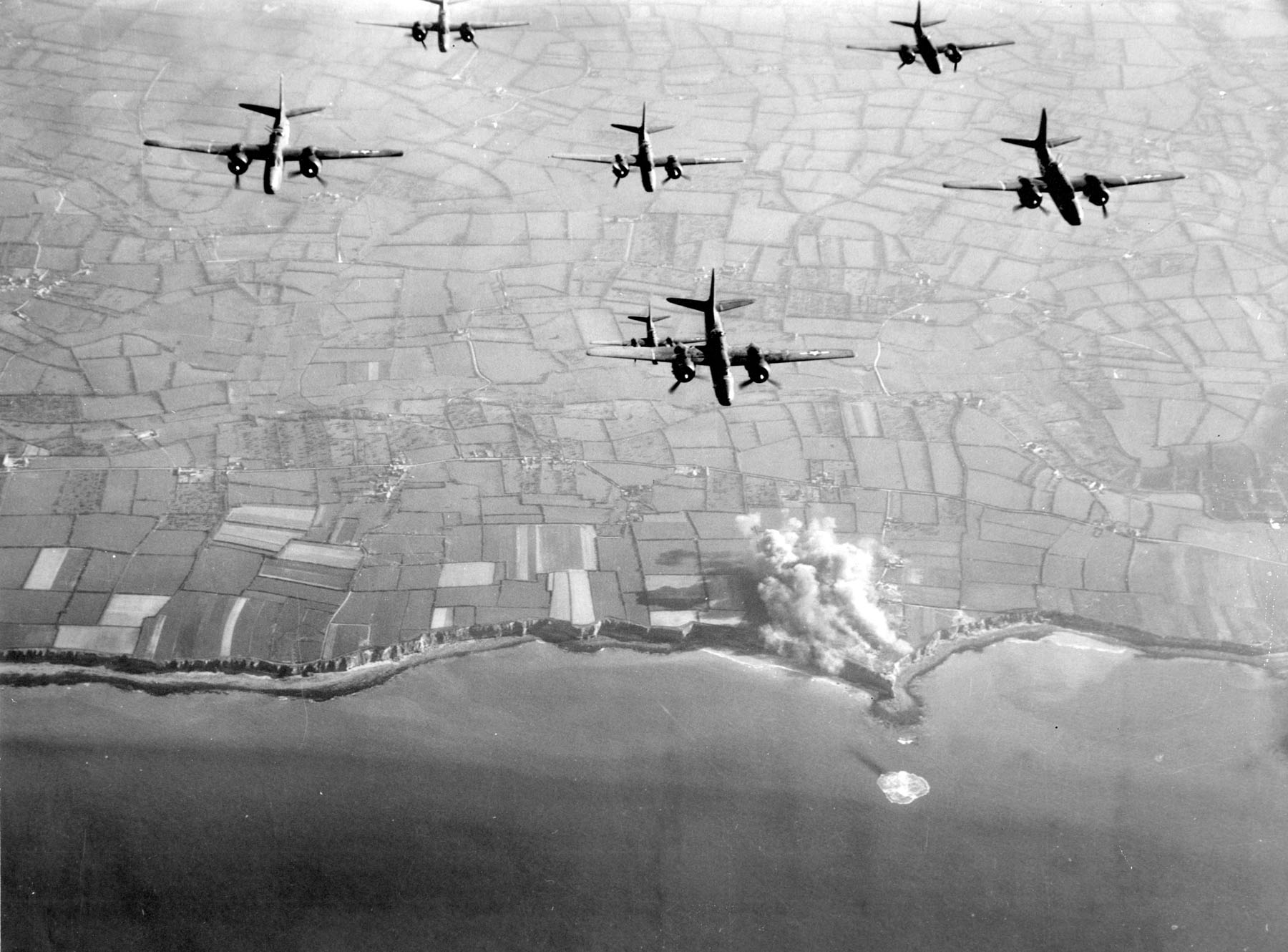
Bombardeo aéreo sobre los cañones alemanes en la Punta del Hoc por varios A-20 estadounidenses en mayo de 1944.

Alrededor de mil doscientas aeronaves partieron de Inglaterra justo antes de la medianoche para trasladar a tres divisiones aerotransportadas hasta sus zonas de salto, detrás de las líneas enemigas, varias horas antes del desembarco. A las divisiones aerotransportadas 82.ª y 101.ª del Ejército estadounidense se les asignaron objetivos en la península de Cotentin, al oeste de la playa Utah. La 6.ª División Aerotransportada británica tenía como misión tomar intactos los puentes sobre el canal de Caen y el río Orne. El 4.º Batallón SAS de la Francia Libre, compuesto por 538 hombres, tenía asignados objetivos en Bretaña —operaciones Dingson y Samwest—. En el Día D, 6 de junio de 1944, unos 132 000 soldados cruzaron el canal de la Mancha por mar y otros 24 000 por aire. El bombardeo naval preliminar, efectuado por cinco acorazados, veinte cruceros, sesenta y cinco destructores y dos monitores, comenzó a las 5:45 y se prolongó hasta las 6:25 de la mañana, hora local. La infantería comenzó a llegar a las playas poco después, a las 6:30.

### Las playas

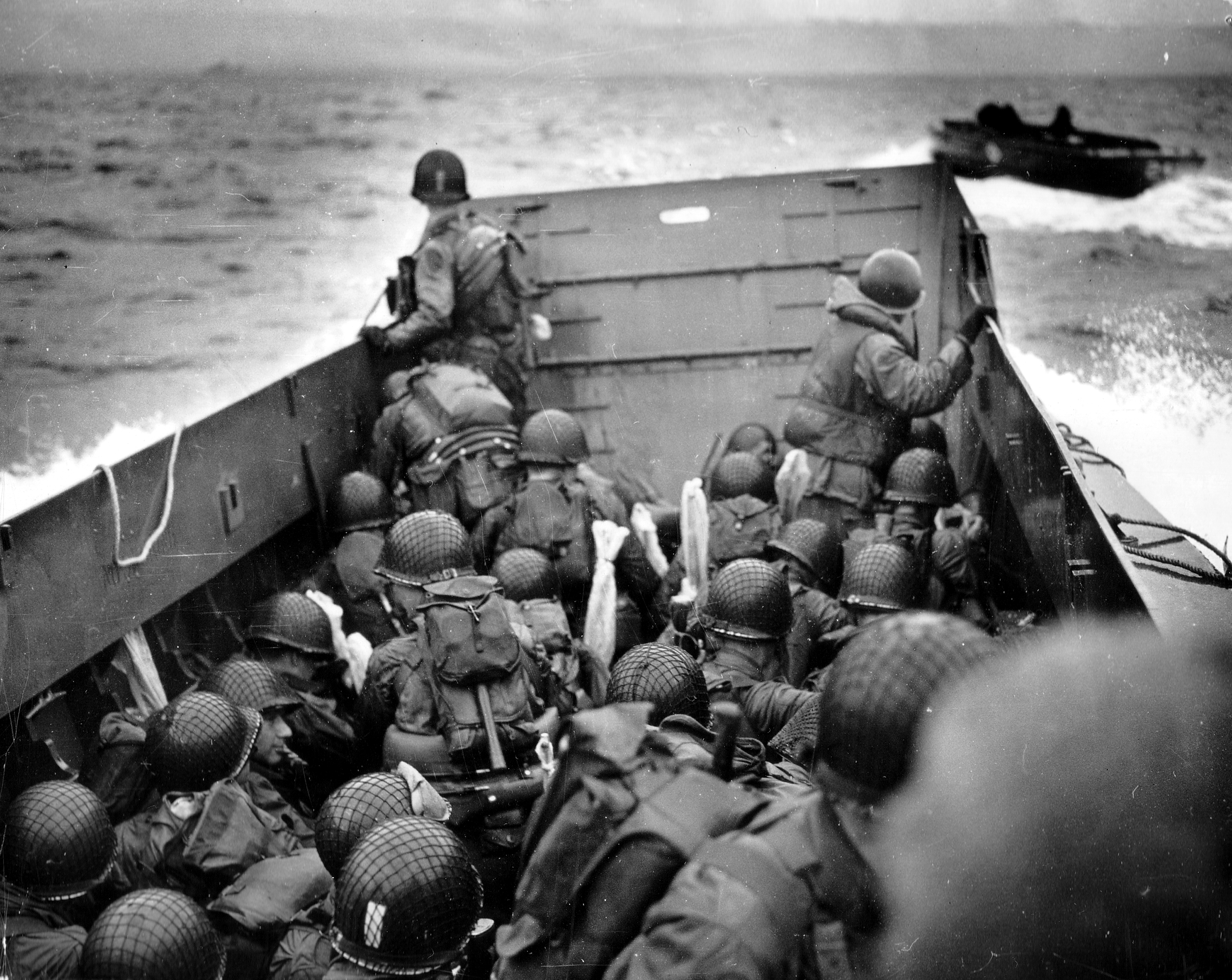
Soldados estadounidenses a bordo de una lancha de desembarco mientras se aproximan a la playa Omaha.

Las lanchas que transportaban a la 4.ª División de Infantería estadounidense, que debía asaltar la playa Utah, fueron arrastradas por la corriente hasta un lugar situado a mil ochocientos metros al sur de la posición prevista. Las tropas se toparon con poca resistencia del enemigo y sufrieron menos de doscientas bajas. Los puntos que alcanzaron tierra adentro estuvieron muy lejos de lo planeado, pero aun así avanzaron 6,4 km y contactaron con la 101.ª División Aerotransportada. Los lanzamientos de paracaidistas al oeste de la playa Utah no tuvieron mucho éxito, pues tan solo el 10 % de los soldados aterrizaron en los lugares previstos. Reunir a los hombres para formar unidades de combate fue muy difícil por la escasez de radios para comunicarse y por el terreno, poblado de vegetación, muros de piedra y zonas pantanosas. La 82.ª Aerotransportada consiguió tomar su objetivo primario en Sainte-Mère-Église y trató de proteger el flanco occidental, pero su fracaso en la captura de los puentes sobre el río Merderet retrasó considerablemente el bloqueo de la península de Cotentin. La 101.ª ayudó a proteger el flanco meridional y capturó la esclusa del río Douve en La Barquette, pero fue incapaz de hacerse con el control de todos los puentes cercanos el primer día.

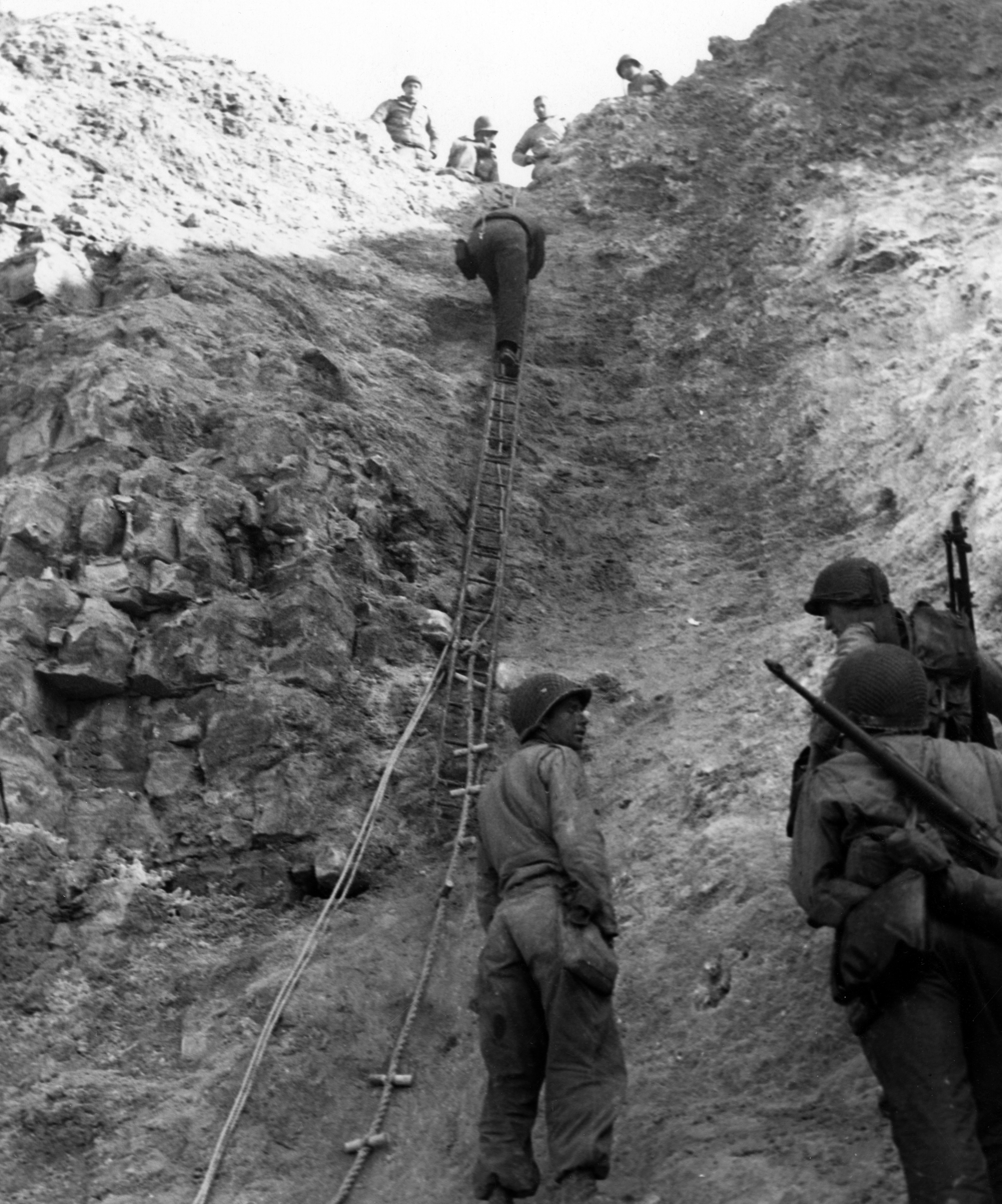
El 2.º Batallón Ranger escalando la Punta del Hoc.

El objetivo de los doscientos hombres del 2.º Batallón Ranger, comandado por el teniente coronel James Rudder, era destruir una batería de cañones ubicada sobre unos acantilados de 30 m en Pointe du Hoc. Tras soportar el fuego enemigo procedente de la parte alta, los soldados estadounidenses consiguieron ascender los acantilados con cuerdas y escalas, pero descubrieron que los cañones ya habían sido retirados. Los rangers localizaron las piezas de artillería, sin guardia, pero todavía operativas, y las deshabilitaron. El posterior ataque alemán aisló a las tropas y algunos soldados fueron capturados. Al amanecer del día 7 de junio, Rudder solo disponía de noventa hombres capaces de combatir. No recibieron ayuda hasta el día 8, cuando llegaron miembros del 743.º Batallón Acorazado.

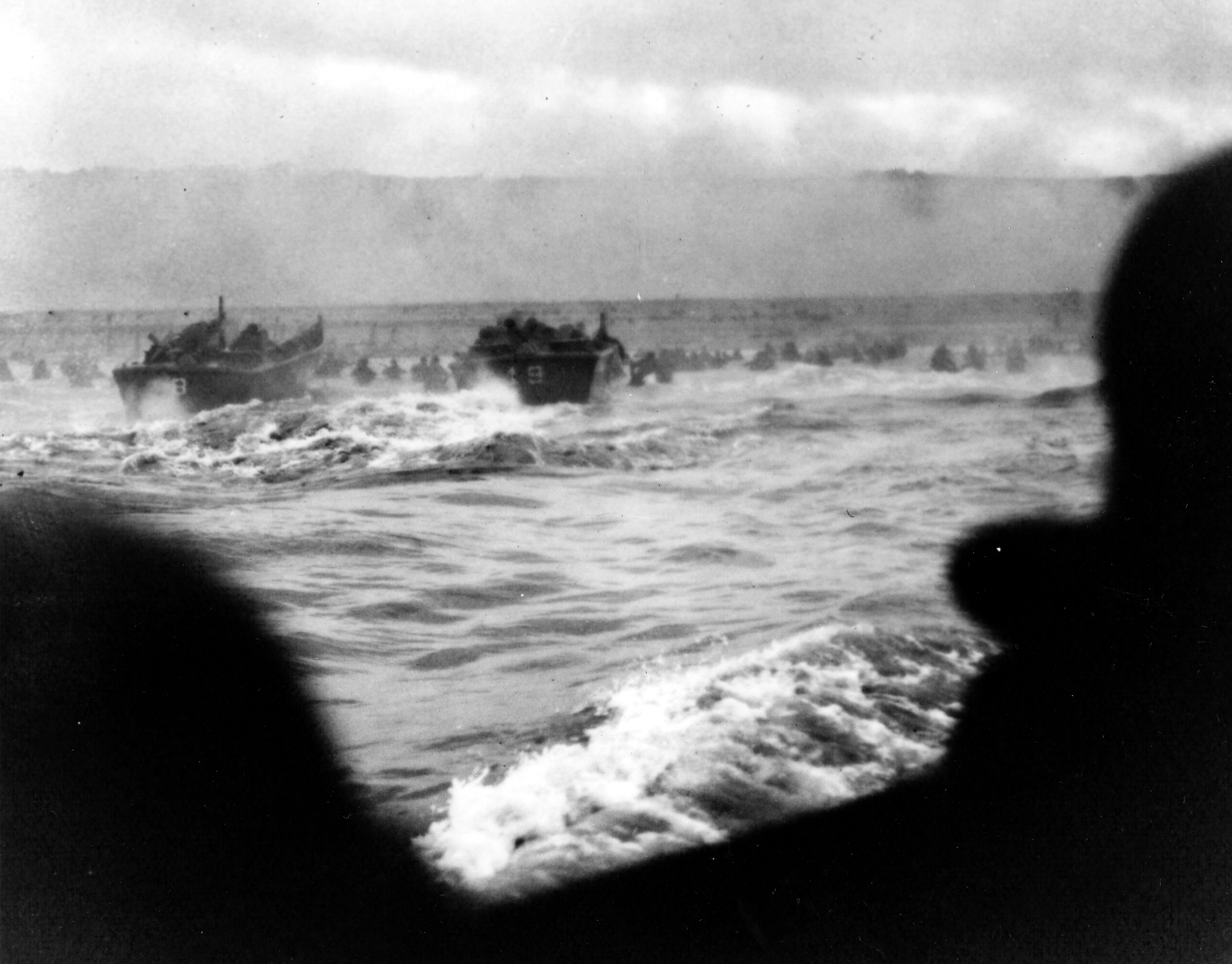
Primer asalto estadounidense a la playa Omaha, a las 06:30 horas del Día D.

Omaha, la playa mejor defendida, se asignó a la 1.ª División de Infantería estadounidense, complementada con tropas de la 29.ª División. Allí se enfrentaron a la 352.ª División de Infantería de la Wehrmacht, en lugar de al regimiento que esperaban encontrarse. Las fuertes corrientes marinas forzaron a muchas lanchas a desembarcar al este de los puntos previstos o las retrasaron. Aquí, las bajas aliadas superaron con creces a la suma de las registradas en el resto de playas, a causa del intenso fuego recibido desde la cima de los acantilados. Los problemas para sortear los obstáculos costeros obligaron a pedir un alto en la llegada de nuevas lanchas a las 8:30 de la mañana. Sobre esa hora se aproximaron un grupo de destructores para ofrecer apoyo artillero. La toma de esta playa solo fue posible a través de cinco barrancos y, hacia el final de la mañana, apenas seiscientos hombres habían alcanzado el terreno superior. Para el mediodía, cuando el bombardeo naval había hecho su efecto y los alemanes se estaban quedando sin munición, los estadounidenses fueron capaces de despejar algunos caminos. También comenzaron a limpiar los obstáculos de las defensas tudescas para permitir el avance de los vehículos. La estrecha cabeza de playa se ensanchó en los días posteriores y los objetivos previstos para la primera jornada de invasión no se cumplieron hasta tres días después.
En la playa Gold, los fuertes vientos dificultaron la llegada de las tropas aliadas y los tanques anfibios se desembarcaron cerca de la costa o directamente en la playa, aunque el plan era hacerlo en puntos más alejados. Los ataques aéreos no habían conseguido destruir la fortificación de Le Hamel y su poderoso cañón de 75 mm estuvo disparando hasta las 16:00. En el flanco occidental, el Regimiento Real de Hampshire capturó la localidad de Arromanches —futura ubicación de uno de los puertos Mulberry— y, en su zona oriental, estableció contacto con las fuerzas canadienses de la playa Juno.

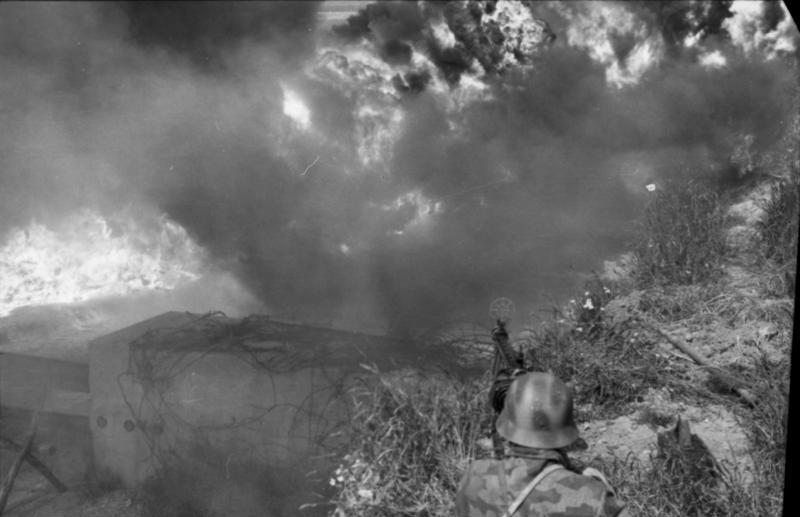
Soldado alemán disparando con una ametralladora MG 15 en dirección a un búnker en llamas (Normandía, junio de 1944).

El desembarco en la playa Juno se retrasó a causa de la mar gruesa, y las tropas llegaron antes que los barcos de protección antiartillería, razón por la que el fuego enemigo ocasionó numerosas bajas entre los soldados mientras abandonaban las lanchas. Gran parte del bombardeo naval había errado sus objetivos y muchas de las defensas alemanas permanecían intactas. En total, en la playa Juno murieron 961 soldados aliados. Sin embargo, las fuerzas canadienses despejaron la playa con rapidez y crearon dos salidas hacia las poblaciones más próximas del interior. El retraso en la toma de Bény-sur-Mer causó un atasco en la costa, pero a la caída de la noche las cabezas de playa contiguas de Juno y Gold abarcaban 19 km de ancho y se ocupaban 7 km tierra adentro.
En la playa Sword, veintiuno de los veinticinco tanques anfibios llegaron indemnes a la costa para ofrecer protección a la infantería, que comenzó a desembarcar a las 7:30 de la mañana. Los soldados despejaron rápidamente la playa y crearon varias salidas para los carros de combate. Con el fuerte viento, la marea subió más rápido de lo previsto y complicó las maniobras para ubicar las protecciones antiartillería. La Infantería Ligera del Rey de Shropshire comenzó a marchar hacia Caen a pie, pero tuvo que retroceder por la falta de protección blindada tras haber avanzado varios kilómetros. A las 16:00, la 21.ª División Panzer alemana montó un contraataque entre las playas Juno y Sword que estuvo a punto de llegar a la costa, pero se topó con una fuerte resistencia por parte de la 3.ª División Mecanizada británica y los alemanes tuvieron que retirarse para ofrecer apoyo a otras unidades en la zona entre Caen y Bayeux.

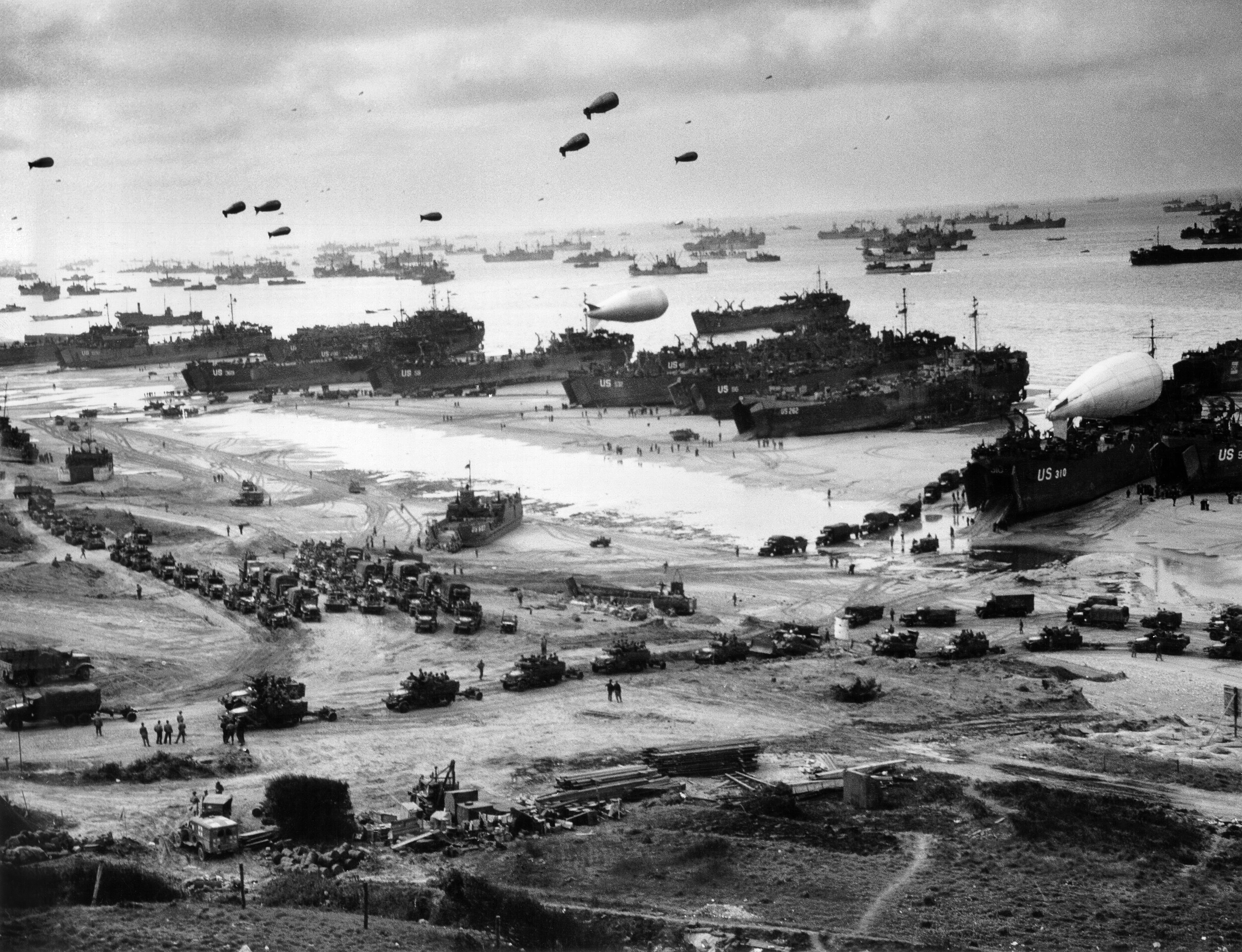
Desembarco de suministros en la playa Omaha en junio de 1944. Entre otros, destacan los buques de desembarco de tanques, globos de barrera y vehículos semioruga.

Las primeras partes de los puertos Mulberry se transportaron a través del canal de la Mancha el día 7 de junio y estuvieron en uso a mediados de mes. Uno de estos puertos fue construido frente a Arromanches por los británicos, y el otro frente a la playa Omaha por los estadounidenses. Las fuertes tormentas del 19 de junio interrumpieron el desembarco de suministros y destruyeron el puerto artificial de Omaha. El de Arromanches, que tuvo que ser reparado, fue capaz de recibir alrededor de seis mil toneladas diarias de material y se mantuvo operativo durante los siguientes diez meses, aunque la mayoría de los suministros se descargaron en las playas hasta que concluyeron las labores de desminado y limpieza de obstáculos en el puerto de Cherburgo, el 16 de julio.
Las bajas totales de los Aliados durante el Día D fueron unas 10 000, con 4414 muertes confirmadas. Por su parte, los alemanes sufrieron mil bajas. Los planes de invasión de los Aliados tenían como objetivo para el primer día la captura de las localidades de Carentan, Saint-Lô, Caen y Bayeux, así como la conexión de todas las playas por una línea de frente que se adentrase entre 10 y 16 km tierra adentro, pero ninguna de estas metas se alcanzó. Las cinco cabezas de playa no estuvieron conectadas hasta el 12 de junio, cuando los Aliados tenían ya en su poder una línea de frente de 97 km de longitud y 24 km de anchura. Caen, un objetivo vital, seguía en manos alemanas al final del Día D y no fue capturada por completo hasta el 21 de julio. Alrededor de ciento sesenta mil soldados cruzaron el canal de la Mancha el 6 de junio y, para finales de agosto, había en suelo francés más de tres millones de militares aliados.

### Cherburgo

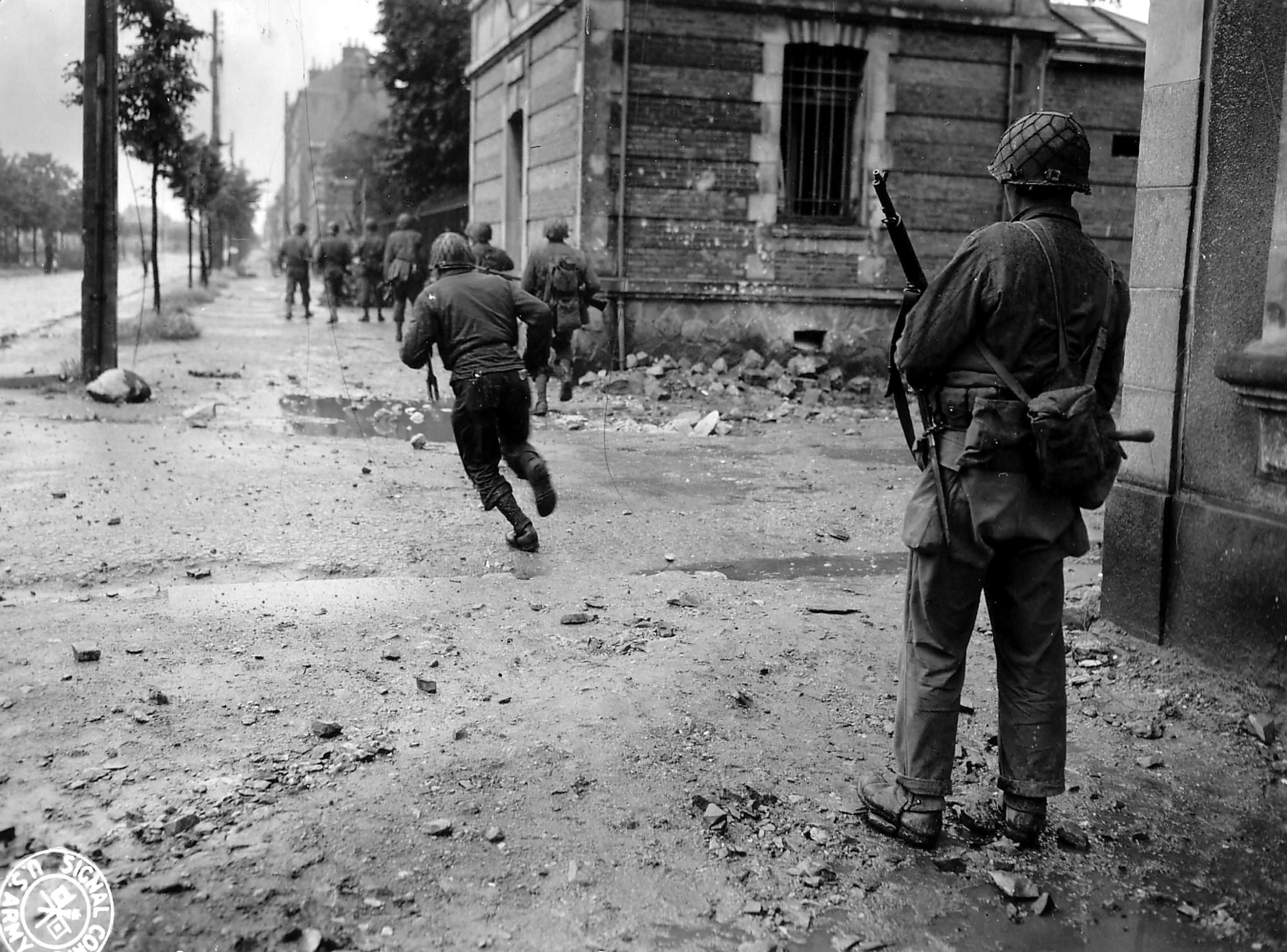
Soldados estadounidenses combatiendo en Cherburgo.

En el sector occidental de la zona de invasión, los estadounidenses estaban ocupando la península de Cotentin y, en especial, la ciudad de Cherburgo, que brindaría a los Aliados el control de un puerto de aguas profundas. El terreno tras las playas de Utah y Omaha se caracteriza por el bocage, un paisaje compuesto de pequeñas parcelas irregulares separadas entre sí por setos vivos, muretes, terraplenes y árboles. Muchas zonas se encontraban protegidas por nidos de ametralladoras. La mayoría de los caminos eran muy estrechos para los carros de combate, y los alemanes habían inundado los campos con agua de mar hasta dos kilómetros tierra adentro de la playa de Utah. Las fuerzas alemanas en la península incluían la 91.ª, la 243.ª y la 709.ª divisiones de infantería. Tres días después del desembarco, los comandantes aliados ya eran conscientes de que Cherburgo sería difícil de tomar y decidieron aislar la península para evitar la llegada de refuerzos enemigos. Tras varios intentos fallidos por parte de la inexperta 90.ª División de Infantería, el general J. Lawton Collins asignó la misión a la 9.ª División, que consiguió llegar a la costa occidental de la península el 17 de junio y aislar así Cherburgo. La 9.ª división, a la que se sumaron la 4.ª y la 79.ª, se hicieron con el control de la península el 19 de junio tras arduos combates. Para cuando los Aliados tomaron Cherburgo el día 26, el puerto había sido destruido y no pudo utilizarse de nuevo hasta el mes de septiembre.

### Caen

Tanques M4 Sherman (al fondo) y cañón de 6 libras (en primer plano) defienden posiciones las calles de Caen el 10 de julio de 1944.

En Caen y sus proximidades, la 21.ª División Panzer y la 12.ª SS División Panzer Hitlerjugend detuvieron el avance de los Aliados. Durante la operación Perch, el XXX Cuerpo intentó avanzar hacia el sur a través del monte Pinçon, pero abandonó rápidamente su objetivo inicial para efectuar un movimiento de pinza ante la oportunidad de rodear Caen. El XXX Cuerpo de Ejército efectuó una maniobra de flanqueo desde Tilly-sur-Seulles hacia Villers-Bocage, mientras que el I Cuerpo hizo lo propio por el este de Caen. El ataque del I Cuerpo fue detenido muy pronto y, aunque el XXX Cuerpo capturó brevemente Villers-Bocage, su vanguardia acorazada fue emboscada por los alemanes en la batalla de Villers-Bocage, que se prolongó durante todo el día. La Wehrmacht obligó a los británicos a retirarse en Tilly-sur-Seulles.
El día 26 de junio, tras un retraso provocado por el mal tiempo entre el 17 y el 23 de junio, se lanzó la operación Epsom, un intento del VIII Cuerpo británico de envolver Caen y atacarla desde el suroeste para establecer una cabeza de puente al sur del río Odón. Aunque la operación no logró tomar la ciudad, los alemanes perdieron muchos carros de combate. Von Rundstedt fue despedido el 1 de julio después de aseverar que la guerra ya estaba perdida y Günther von Kluge lo reemplazó en el Comando de Ejército Oeste. Caen sufrió un bombardeo muy intenso en la noche del 7 de julio, y después los Aliados ocuparon la orilla septentrional del Orne en la operación Charnwood, desarrollada entre los días 8 y 9 de julio. Dos ofensivas, las operaciones Atlantic y Goodwood, entre el 18 y el 21 de julio, capturaron el resto de Caen y las zonas altas al sur de la población, pero para entonces la ciudad había sido arrasada.

### Avances de los Aliados

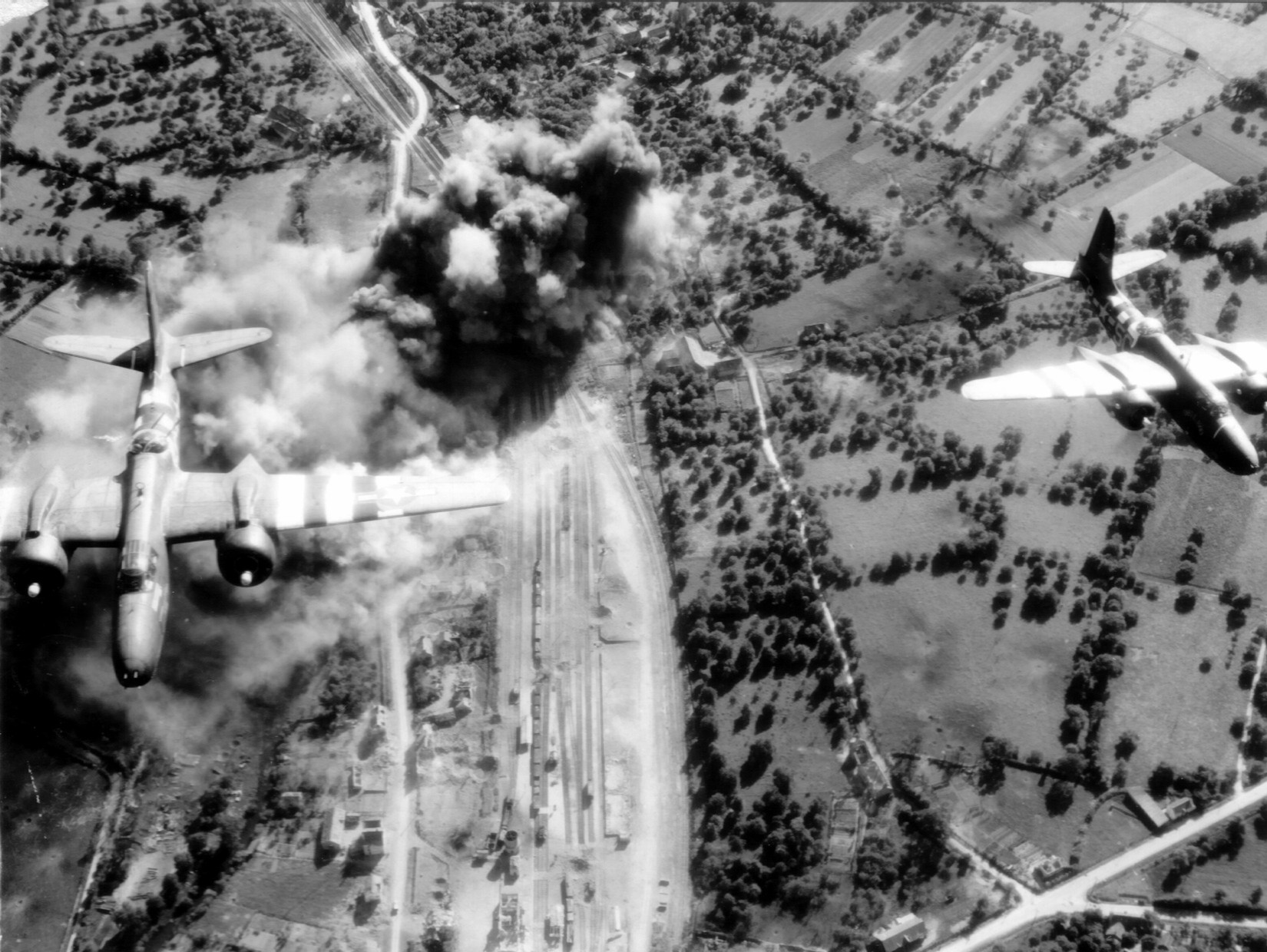
Bombarderos estadounidenses Douglas A-20 Havoc destruyendo vías férreas en Domfront para dificultar la llegada de refuerzos alemanes (junio de 1944).

Una vez asegurada la península de Cotentin hasta el sur de la localidad de Saint-Lô, el 25 de julio los Aliados lanzaron la operación Cobra en dirección meridional y consiguieron traspasar Avranches el 1 de agosto. El Tercer Ejército del general George Patton, que se incorporó al frente a partir del 1 de agosto, se hizo rápidamente con el control de Bretaña hasta el río Loira, mientras que el Primer Ejército presionó hacia el este en dirección a Le Mans para proteger su flanco. Para el 3 de agosto, el Tercer Ejército se escindió y mantuvo una pequeña guarnición en Bretaña, mientras que el resto de efectivos tomó rumbo este con intención de enfrentar a las fuerzas alemanas al sur de Caen. Al mismo tiempo, el 30 de julio, los británicos pusieron en marcha la operación Bluecoat para asegurar Vire y las alturas del monte Pinçon. El 4 de agosto, a pesar de las objeciones de Kluge, Hitler ordenó una contraofensiva desde Vire hacia Avranches, denominada operación Lüttich.
El 8 de agosto, mientras el II Cuerpo canadiense presionaba al sur desde Caen hacia Falaise en la operación Totalize, los generales Bradley y Montgomery se percataron de que había una oportunidad de atrapar al grueso de las fuerzas alemanas en Falaise. El Tercer Ejército de Patton continuó su movimiento envolvente desde el sur y alcanzó Alenzón el 11 de agosto. Aunque Hitler siguió insistiendo hasta el día 14 en que sus fuerzas debían contraatacar, Kluge y sus oficiales comenzaron a planear la retirada general hacia el este. El ejército alemán resultó muy perjudicado por la insistencia del Führer de tomar él mismo todas las decisiones importantes, lo que dejaba a sus fuerzas sin órdenes por períodos de hasta veinticuatro horas, mientras la información iba y venía de la residencia del dictador alemán en las montañas Obersalzberg de Baviera. En la noche del 12 de agosto, Patton preguntó a Bradley si sus fuerzas podrían continuar hacia el norte para cerrar la brecha y rodear a las fuerzas alemanas. Bradley se negó porque Montgomery ya había asignado al Primer Ejército canadiense la ocupación del territorio septentrional, donde encontraron una fuerte resistencia, pero fueron capaces de tomar Falaise el 16 de agosto. El círculo aliado se cerró el 21 de agosto, atrapando a cincuenta mil soldados tudescos, aunque más de un tercio del 7.º Ejército y nueve de las once divisiones panzer alemanas ya habían escapado en dirección oriental.

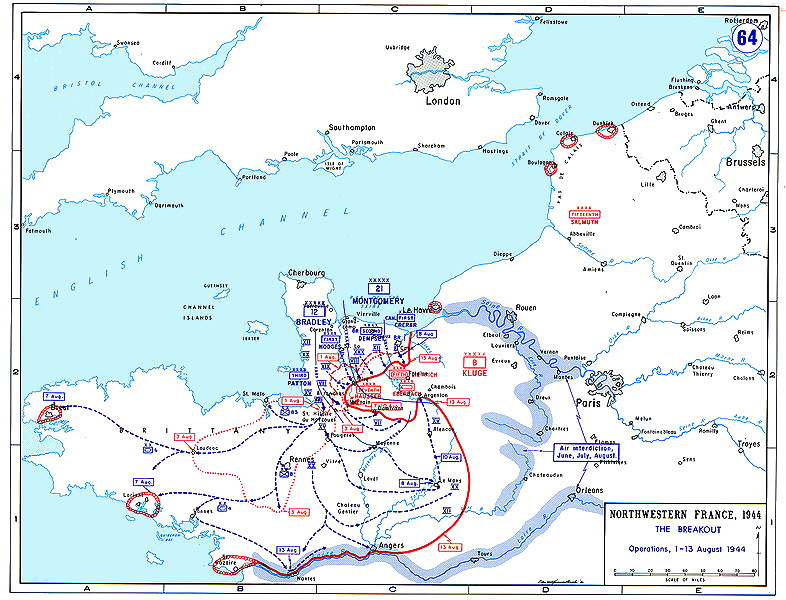
Mapa que muestra los movimientos de avance de los Aliados desde las playas de Normandía, en agosto de 1944, y la formación de la bolsa de Falaise.

Los comandantes estadounidenses, especialmente Patton, criticaron las decisiones de Montgomery sobre la bolsa de Falaise, aunque Bradley opinaba que Patton no hubiera sido capaz de cerrar la brecha. Este tema ha sido objeto de disensión entre los historiadores. Hitler relevó a Kluge del mando el 15 de agosto y le reemplazó por el mariscal de campo Walter Model. Kluge se suicidó el 19 de agosto después de que Hitler se enterase de que había participado en su intento de asesinato del 20 de julio. El 15 de agosto los Aliados iniciaron la invasión del sur de Francia, conocida como operación Dragoon, una ofensiva del 7.º Ejército de Estados Unidos en la región de Provenza que siguió el mismo esquema que Overlord: primero el lanzamiento de fuerzas aerotransportadas y después un desembarco anfibio. La apertura de este segundo frente en Francia fue un éxito para los Aliados, pues obligó a los alemanes a emprender la retirada con grandes pérdidas y se alivió la presión en el frente normando.
La Resistencia francesa se alzó contra los alemanes en París el 19 de agosto. En un principio, Eisenhower quiso posponer la captura de la capital para perseguir otros objetivos, pero las noticias sobre las privaciones que estaban sufriendo los parisinos y la intención declarada de Hitler de destruir la ciudad llevaron al general francés Charles de Gaulle a insistir en su liberación. Las fuerzas francesas de la 2.ª División Blindada dirigida por Philippe Leclerc llegaron desde el oeste el 24 de agosto, siendo apoyadas desde el sur por la 4.ª División estadounidense. Tras una serie de enfrentamientos la noche anterior, la ciudad fue liberada durante la mañana del 25 de agosto.
Las operaciones continuaron en los sectores anglocanadienses hasta finales de mes. El 25 de agosto, la 2.ª División Acorazada estadounidense se abrió camino hasta Elbeuf, donde entró en contacto con las divisiones blindadas británicas y canadienses. La 2.ª División de Infantería canadiense se adentró en el bosque de la Londe en la mañana del 27 de agosto, donde se topó con una fuerte resistencia alemana. En tres días de combates, las brigadas 4.ª y 6.ª canadienses sufrieron numerosas bajas en sus enfrentamientos contra la Wehrmacht, en un terreno muy apto para la defensa. Finalmente, las tropas alemanas se retiraron el día 29 y cruzaron el río Sena el 30 de agosto. En esa misma tarde, la 3.ª División de Infantería canadiense cruzó el Sena cerca de Elbeuf y fue recibida con júbilo en Ruan.

## Fin de la campaña

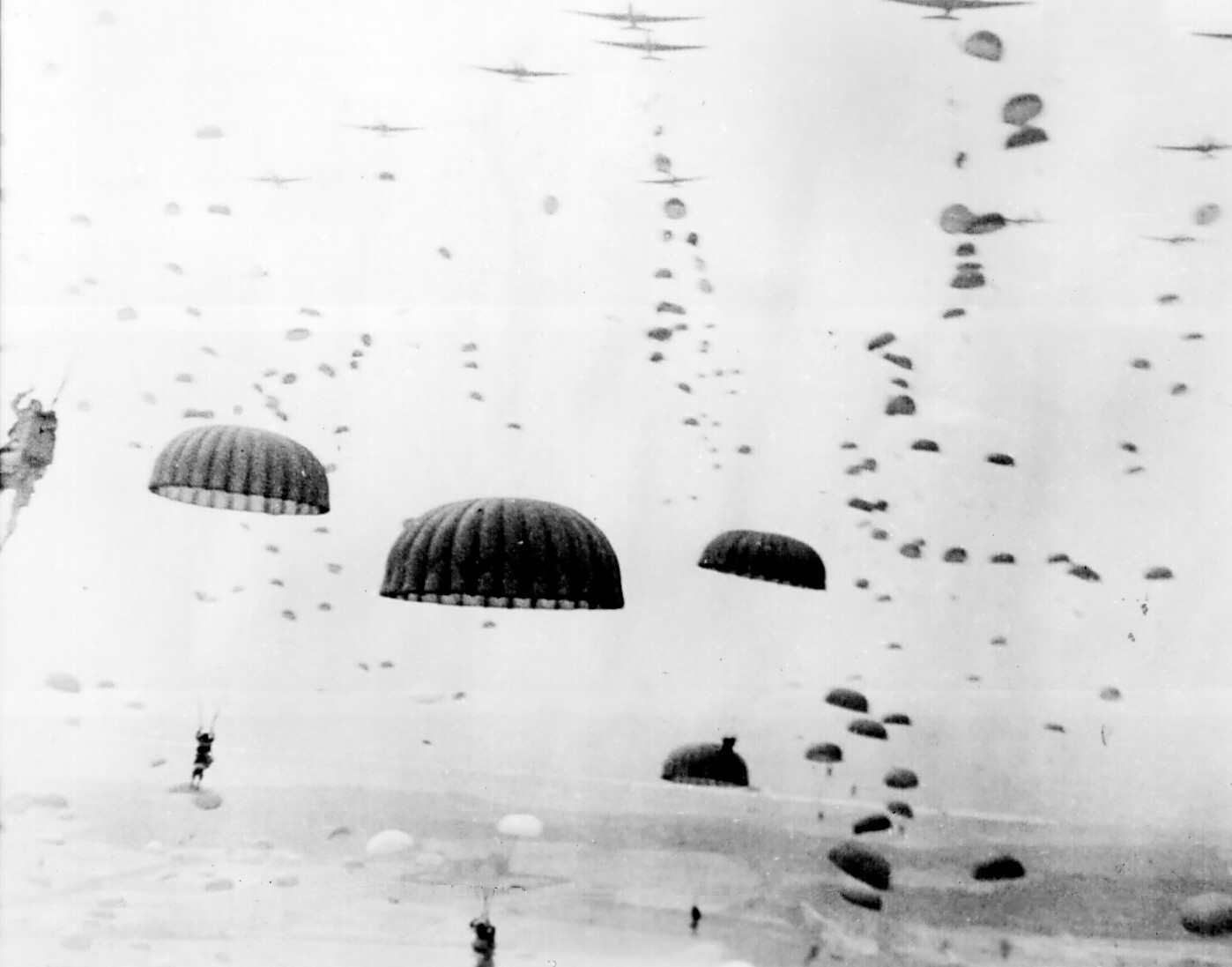
Cientos de paracaidistas de los Aliados descienden sobre tierras de Países Bajos en septiembre de 1944 durante la fallida Operación Market Garden.

Eisenhower tomó el mando directo de las fuerzas terrestres aliadas el 1 de septiembre. Preocupado por un posible contraataque alemán y por los escasos suministros que llegaban a Francia, decidió continuar las operaciones en un frente más amplio en lugar de intentar penetrar profundamente en territorio enemigo. El encuentro entre las fuerzas aliadas procedentes de Normandía y las que venían del sur de Francia se produjo el 12 de septiembre como parte del avance hacia la línea Sigfrido. El 17 de septiembre, Montgomery lanzó la operación Market Garden, un intento fallido de asalto aerotransportado anglo-estadounidense que pretendía capturar los puentes de los Países Bajos y permitir a las fuerzas terrestres cruzar el río Rin para entrar en Alemania. El avance aliado se ralentizó por la resistencia tudesca y la escasez de combustible. El 16 de diciembre, la Wehrmacht lanzó una contraofensiva conocida como batalla de las Ardenas, su último gran ataque en la guerra. El 12 de enero, los soviéticos encadenaron varios ataques exitosos en la Ofensiva del Vístula-Óder. Hitler se suicidó el 30 de abril mientras las tropas del Ejército Rojo cercaban su Führerbunker en Berlín, y Alemania se rindió apenas una semana después, el 7 de mayo de 1945.

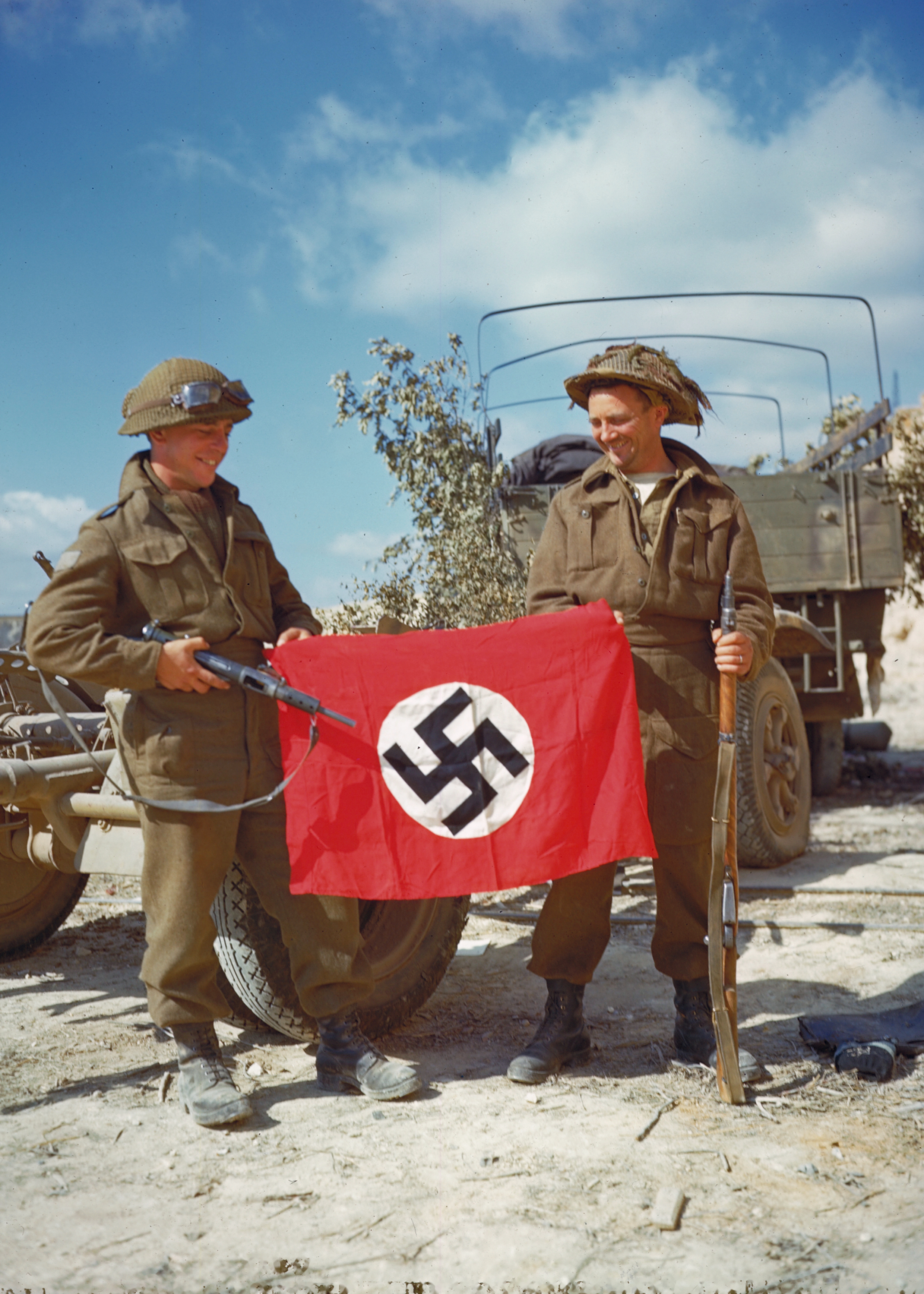
10 de agosto de 1944: dos soldados canadienses bromean ante una bandera de la Alemania nazi.

El desembarco de Normandía fue la mayor invasión marítima de la Historia, en la que se utilizaron casi 5000 lanchas de asalto, 289 buques de escolta y 277 dragaminas. La operación aceleró el final de la Segunda Guerra Mundial en Europa y supuso el traspaso de numerosas tropas alemanas desde el frente oriental, que habrían retrasado el avance soviético. La apertura de un segundo frente en Europa fue un tremendo golpe moral para el ejército alemán, que temía la repetición de otra guerra en dos frentes similar a la Primera Guerra Mundial. El inicio de la operación Overlord también desencadenó la «Carrera por Europa» entre el Ejército Rojo soviético y las potencias occidentales, que muchos historiadores consideran como el origen de la Guerra Fría.
La victoria aliada en Normandía se debió a varios factores: para empezar, la construcción del Muro Atlántico no había finalizado en el momento de la invasión, ya que, según Erwin Rommel, en algunas zonas apenas habían alcanzado un 18 % de la obra a causa del desvío de recursos, destinados a otros menesteres; además, la maniobra de distracción efectuada en la Operación Fortitude dio resultado y obligó a los alemanes a preparar la defensa en un enorme tramo de costa. Los Aliados consiguieron y conservaron la superioridad aérea, lo que impidió a la Wehrmacht tener constancia de los preparativos que se hacían en Gran Bretaña y recurrir a la Luftwaffe para interferir en su desarrollo. Las infraestructuras de transporte de Francia resultaron gravemente dañadas tanto por los bombardeos aliados como por los sabotajes de la resistencia francesa, lo que entorpeció el envío de suministros y refuerzos desde Alemania. Gran parte de la descarga de artillería previa a la invasión erró sus objetivos y tuvo un escaso impacto, pero el soporte artillero cercano funcionó bastante bien durante el desembarco, excepto en la playa Omaha. La Wehrmacht adoleció de indecisión y de una estructura de mando excesivamente compleja, lo que también contribuyó al éxito de los Aliados.

## Bajas

### Aliados

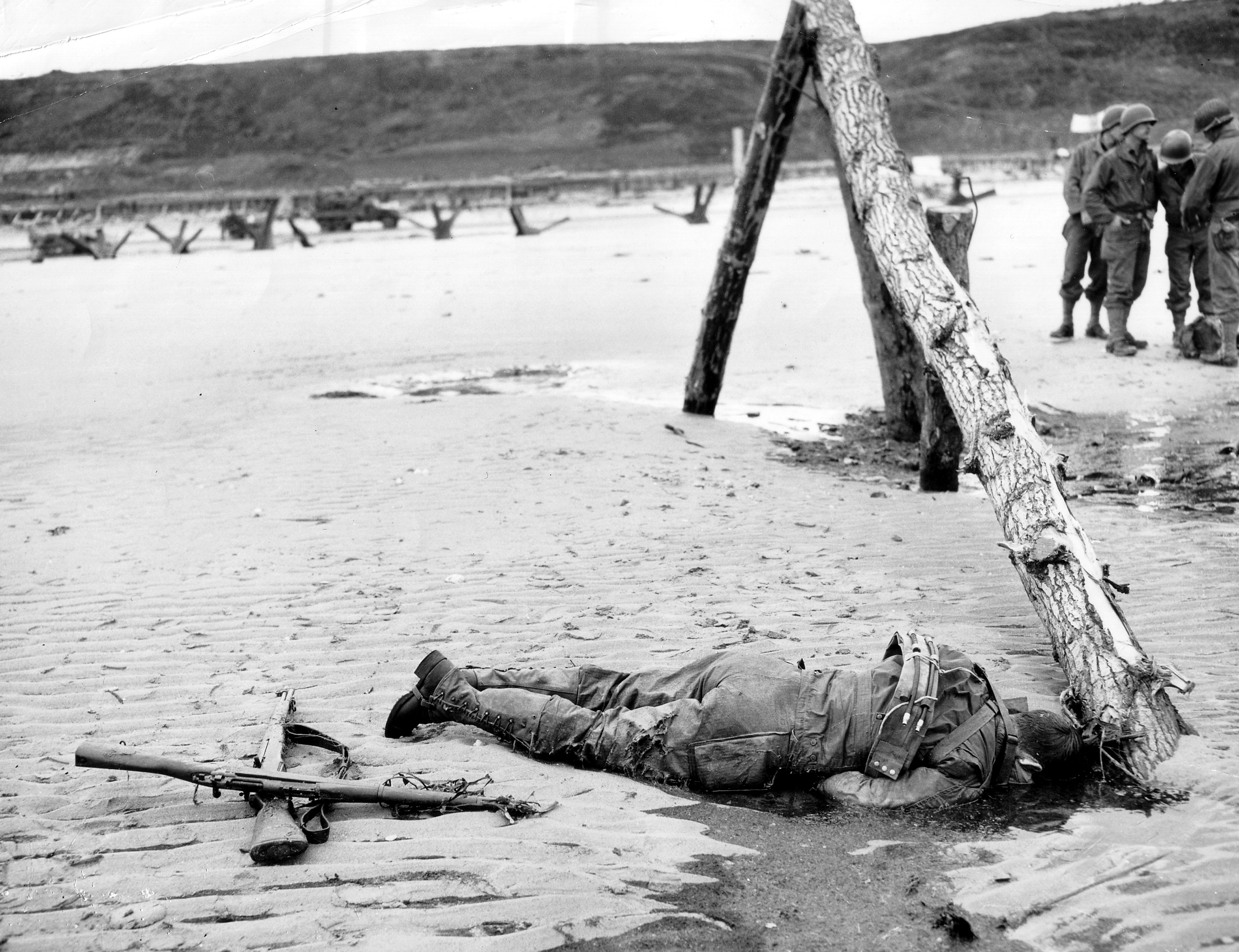
Un soldado estadounidense yace muerto en la playa de Omaha tras el desembarco.

Desde el Día D hasta el 21 de agosto, los Aliados trasladaron 2 052 299 hombres al norte de Francia. El coste en vidas de la campaña de Normandía fue muy alto para ambos bandos. Entre el 6 de junio y finales de agosto, los ejércitos estadounidenses sufrieron 124 394 bajas, de los que 20 668 fueron muertos. Las bajas del Primer Ejército canadiense y del Segundo británico fueron 83 045: 15 995 fallecidos, 57 996 heridos y 9054 desaparecidos. De estos, las bajas canadienses ascendieron a 18 444, de las que 5021 fueron muertos en acción.
Las fuerzas aéreas aliadas, que realizaron 480 317 salidas en apoyo de la invasión, perdieron 4101 aeronaves y 16 714 hombres (8536 de la USAAF y 8178 de la RAF). Unos cuatro mil carros de combate aliados fueron destruidos durante la campaña, repartidos de manera similar entre los estadounidenses y las fuerzas anglocanadienses. Los historiadores difieren ligeramente en el número de víctimas totales que supuso la operación, pues sus cifras oscilan entre 225 606 muertos para la estimación más baja y 226 386 para la más alta.

### Alemania

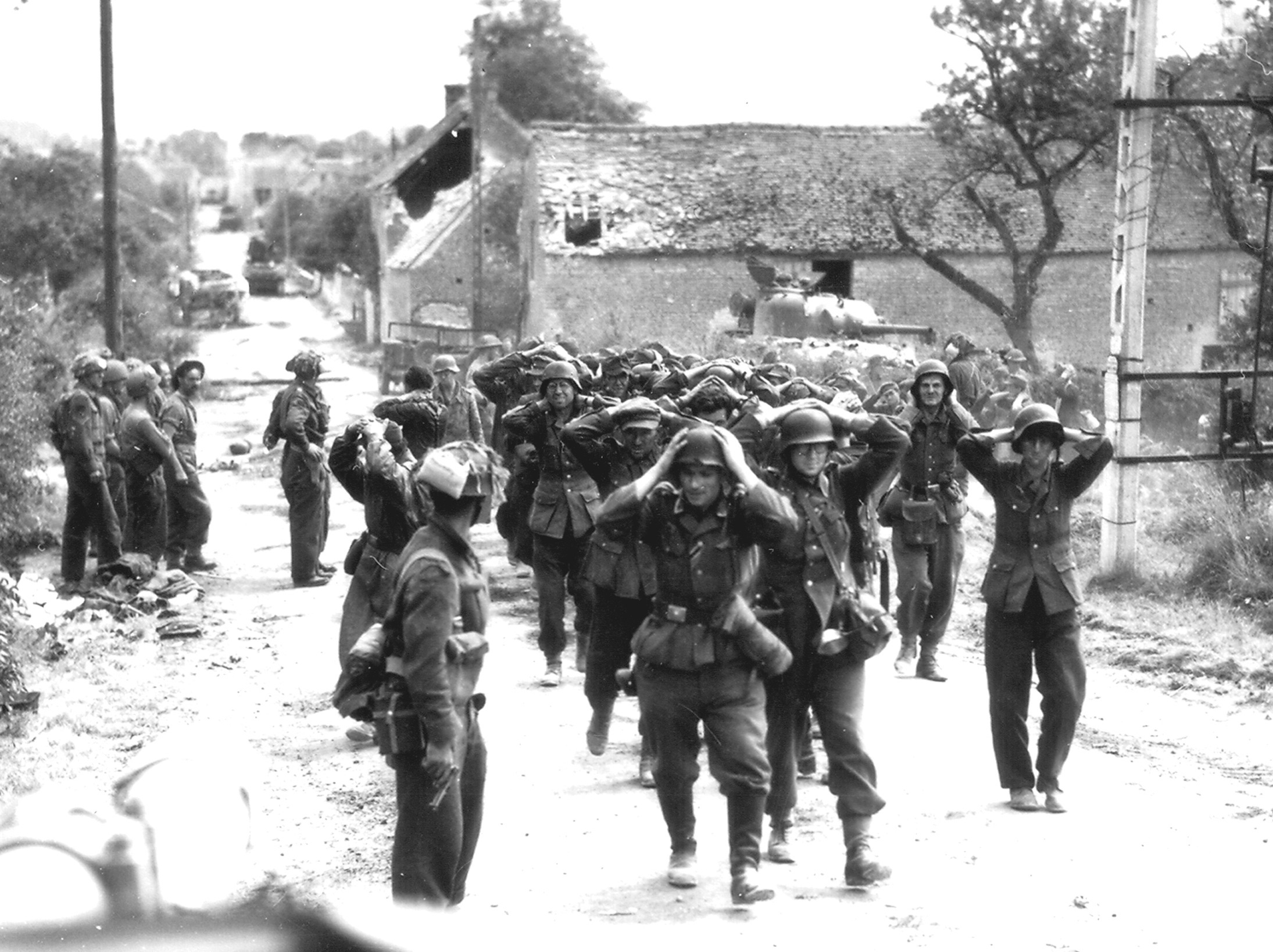
Tropas alemanas rindiéndose ante soldados canadienses en Saint-Lambert-sur-Dive el 21 de agosto de 1944.

Las fuerzas armadas alemanas desplegadas en Francia informaron de 158 930 bajas entre el día D y el 14 de agosto, justo antes del comienzo de la operación Dragoon en el sur de Francia. Tan solo en la bolsa de Falaise, la Wehrmacht perdió unos cincuenta mil hombres, de ellos diez mil muertos y cuarenta mil capturados. Las estimaciones de bajas alemanas en la campaña de Normandía varían desde cuatrocientas mil —la mitad muertos o heridos y el resto capturados— hasta cuatrocientas cincuenta mil —doscientos cuarenta mil muertos, heridos o desaparecidos, y más de doscientos diez mil capturados—.
No hay cifras exactas sobre los carros de combate alemanes destruidos en Normandía. Intervinieron en combate unos dos mil trescientos tanques y cañones de asalto, de los que solo cien o ciento veinte atravesaron el río Sena al final de la campaña. Aunque Alemania reconoció únicamente la pérdida de 481 tanques entre el Día D y el 31 de julio, el recuento llevado a cabo por la Sección Operacional de Investigación n.º 2 del 21.º Grupo de Ejército indica que los Aliados destruyeron 550 carros de combate en los meses de junio y julio y otros 500 en agosto, lo que supone un total de 1050 tanques perdidos por la Wehrmacht.

### Civiles y patrimonio cultural franceses
Los combates para la liberación de Normandía se cobraron la vida de entre 13 632 y 19 890 civiles, y muchos más sufrieron heridas de gravedad. Además de los fallecidos durante la propia invasión, el bombardeo masivo efectuado por los Aliados antes de la Operación Overlord acabó con la vida de entre once y diecinueve mil franceses. Durante la Segunda Guerra Mundial, perecieron en total unos setenta mil civiles en Francia, sin contar las víctimas de las minas terrestres y las municiones no explotadas en Normandía en los años posteriores al final del conflicto.

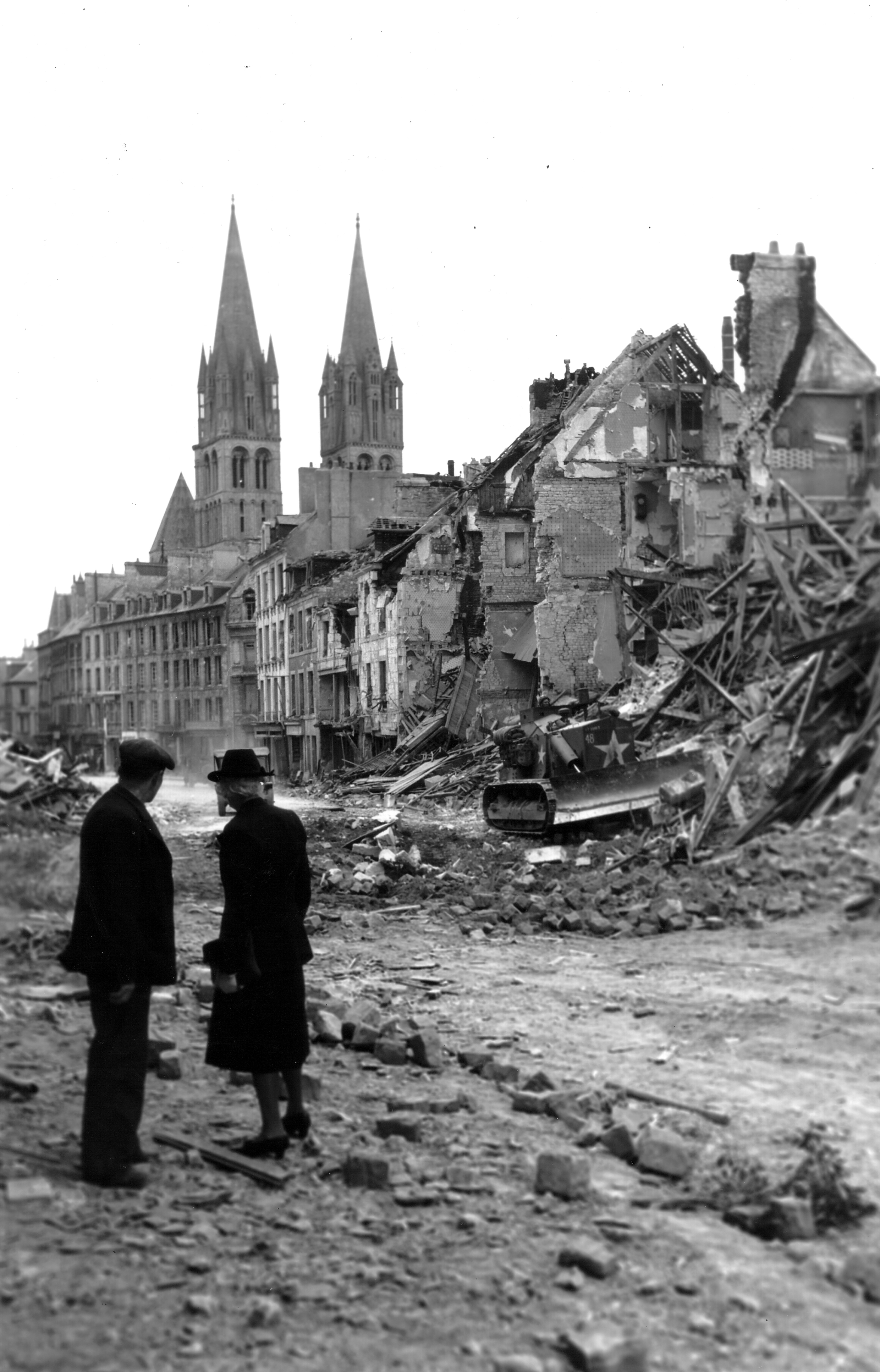
Una pareja observa los trabajos de un buldócer en la ciudad de Caen tras un ataque. En segundo plano, intacta, la iglesia de San Esteban.

Antes de la invasión, el SHAEF de los Aliados dio instrucciones en las que hacía hincapié en la necesidad de limitar la destrucción del patrimonio histórico y cultural francés, precursoras de la Convención para la Protección de los Bienes Culturales en caso de Conflicto Armado de 1954. Estos lugares, enumerados en un listado, no debían ser usados por el ejército sin el permiso expreso de los altos mandos militares. Sin embargo, muchos campanarios de iglesias y catedrales, entre otros edificios históricos de Normandía, resultaron dañados o destruidos para evitar que fuesen utilizados por la Wehrmacht. Se hicieron esfuerzos para evitar que las ruinas de los inmuebles históricos se utilizaran para reparar carreteras y se salvaguardaron piezas de valor, como el tapiz de Bayeux y otros importantes tesoros culturales, que se guardaron al inicio de la guerra en el Château de Sourches, cerca de Le Mans, y sobrevivieron intactos. Las fuerzas alemanas de ocupación también tenían una lista de edificios protegidos, pero su intención era mantenerlos en buen estado para alojar a las tropas.
Muchos pueblos y ciudades de Normandía acabaron destruidos en los combates y bombardeos. En Caen, al final de la batalla por la liberación de la ciudad, tan solo quedaba alojamiento para ocho mil habitantes, frente a las sesenta mil personas que vivían en ella antes de la guerra. De las dieciocho iglesias que había en la ciudad, cinco fueron arruinadas y cuatro gravemente dañadas, junto a otros sesenta y seis monumentos. En el departamento de Calvados, al que pertenecen todas las playas del desembarco, 76 000 personas se quedaron sin hogar. De los doscientos diez normandos de religión judía que vivían en esta zona antes del conflicto, tan solo uno sobrevivió a la guerra.
Durante la Segunda Guerra Mundial, el saqueo fue una práctica habitual para ambos bandos, tanto alemanes como Aliados. Por ejemplo, las fuerzas británicas saquearon el Museo de Antigüedades de Caen y el Château d'Audrieu en Bayeux. La población local también sufrió el robo de sus bienes. Sin embargo, los mandos aliados no permitieron el saqueo y condenaron a los que lo perpetraron.

## Monumentos en recuerdo de la batalla

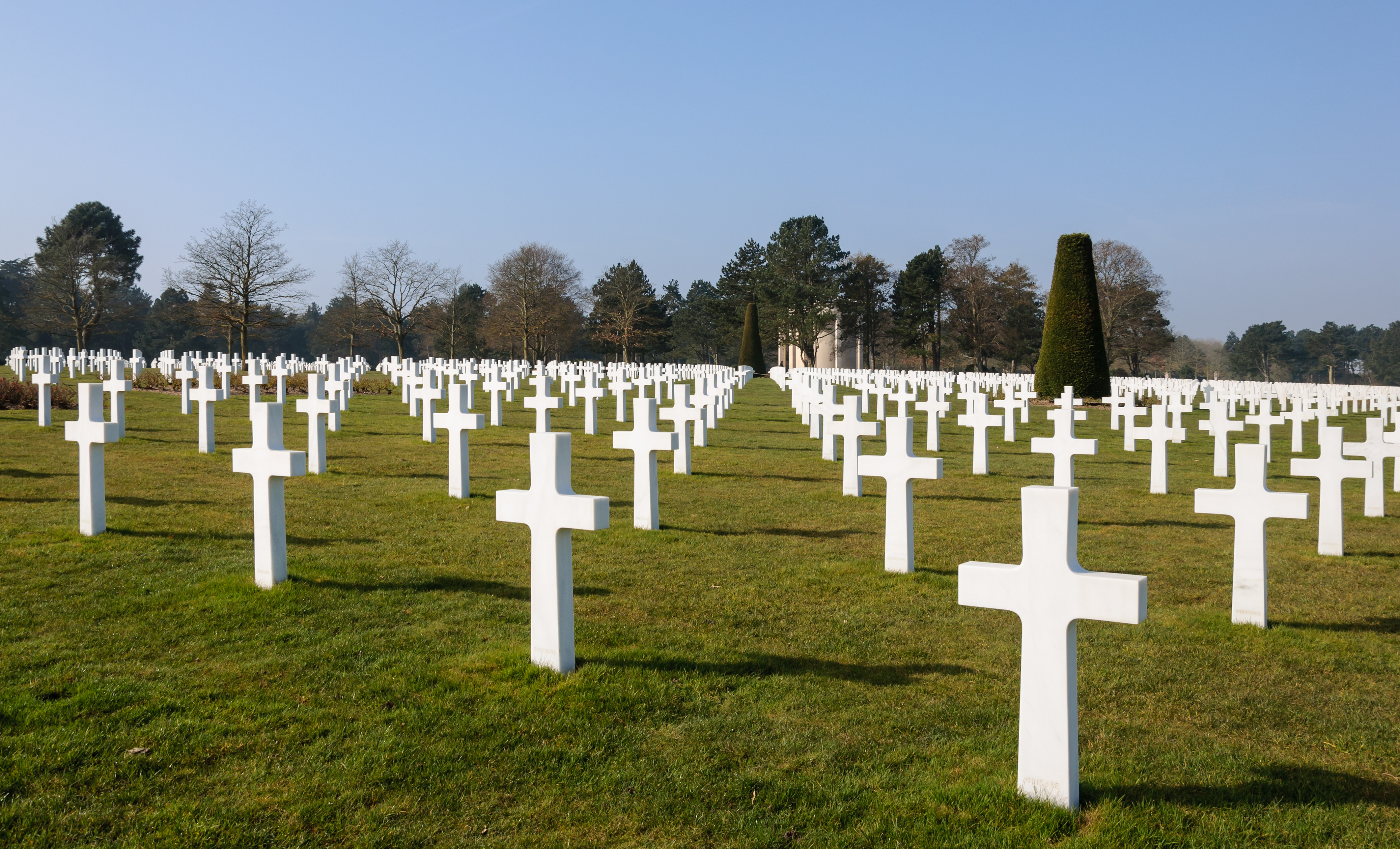
El Cementerio Estadounidense de Normandía, en la localidad francesa de Colleville-sur-Mer.

Las playas de Normandía todavía se siguen conociendo por los nombres en código asignados durante la invasión. Los lugares más importantes tienen placas de recuerdo, monumentos o pequeños museos. Algunas de las fortificaciones alemanas siguen en pie, en particular en Pointe du Hoc, que apenas ha cambiado desde 1944. Los restos de uno de los dos puertos artificiales Mulberry son todavía visibles en la playa de Arromanches.
En Normandía existen veintisiete cementerios de guerra, algunos de ellos de gran extensión. Especialmente conocido es el Cementerio Estadounidense de Normandía, ubicado en Colleville-sur-Mer, junto a la playa de Omaha, en el que reposan 9387 militares, cada uno de ellos identificado por una cruz cristiana o una estrella de David, según su credo religioso. El camposanto más grande de todos es el Cementerio de guerra alemán de La Cambe, en el que se inhumaron los restos de 21 222 militares. En todos los cementerios de guerra normandos están enterrados en total más de 110 000 caídos en la Segunda Guerra Mundial: 77 866 alemanes, 17 769 británicos, 9386 estadounidenses, 5002 canadienses y 650 polacos.